# Caso dell'Enrica Lexie
Il caso dell'Enrica Lexie, conosciuto anche come caso dei due marò, è una controversia internazionale tra Italia e India sorta in merito all'uccisione di due pescatori indiani di cui furono accusati due fucilieri di marina italiani (marò), Massimiliano Latorre e Salvatore Girone, imbarcati sulla petroliera italiana Enrica Lexie come nuclei militari di protezione, e al loro arresto da parte della polizia indiana.
I militari italiani sono stati accusati di aver ucciso il 15 febbraio 2012 al largo della costa del Kerala (Stato dell'India sud-occidentale) Valentine Jelastine e Ajeesh Pink, due pescatori imbarcati su un peschereccio indiano.
Il 31 gennaio 2022, il procedimento a carico dei due marò Massimiliano Latorre e Salvatore Girone è stato archiviato dal GIP di Roma poiché la loro condotta è stata ritenuta consona a "una situazione tale da far pensare a un attacco di pirati".

## Cronologia dei fatti

### 2012
- 15 febbraio. A circa 20,5 miglia nautiche dalle coste indiane del Kerala,[3][4] la petroliera battente bandiera italiana Enrica Lexie naviga in rotta di trasferimento da Galle (Sri Lanka) verso il Gibuti, con un equipaggio di 34 persone e con a bordo 6 fucilieri di marina (il capo di 1ª classe Massimiliano Latorre, il secondo capo Salvatore Girone, il sergente Renato Voglino, il sottocapo di 1ª classe Massimo Andronico e i sottocapi di 3ª classe Antonio Fontana e Alessandro Conte[5]) del 2º Reggimento "San Marco" della Marina Militare in missione di protezione della nave mercantile in acque a rischio di pirateria. Verso le 16:30 UTC+5:30, l'Enrica Lexie incrocia il peschereccio indiano St. Antony (con un equipaggio di 11 persone) e i marò a bordo, convinti di trovarsi sotto attacco pirata, sparano in direzione dell'altra nave. Poco dopo il St. Antony riporta alla guardia costiera del distretto di Kollam di essere stato fatto oggetto di colpi di arma da fuoco da parte di una nave mercantile; colpi che hanno ucciso due membri dell'equipaggio: Ajeesh Pink (o Ajesh Binki), di 20 anni, e Valentine Jelastine (o Gelastine), di 44 anni. La guardia costiera indiana contatta via radio l'Enrica Lexie chiedendo se sia stata coinvolta in un attacco pirata e, dopo aver ricevuto conferma dalla petroliera italiana, richiede alla stessa di attraccare al porto di Kochi. Dopo un contatto con la società armatrice, il comandante dell'Enrica Lexie, Umberto Vitelli, asseconda le richieste della guardia costiera indiana e attracca nel porto indiano. Nella notte dello stesso giorno viene effettuata l'autopsia sui corpi dei due pescatori indiani.[6]
- 17 febbraio. I due marinai indiani vengono entrambi sepolti e la nave italiana viene posta in stato di fermo.[6][7]
- 19 febbraio. I due fucilieri di marina (marò) Massimiliano Latorre e Salvatore Girone vengono arrestati con l'accusa di omicidio. La Corte del Kollam dispone che i due marò siano tenuti in custodia presso la guesthouse della Central Industrial Security Force indiana invece che in una normale prigione.[6]

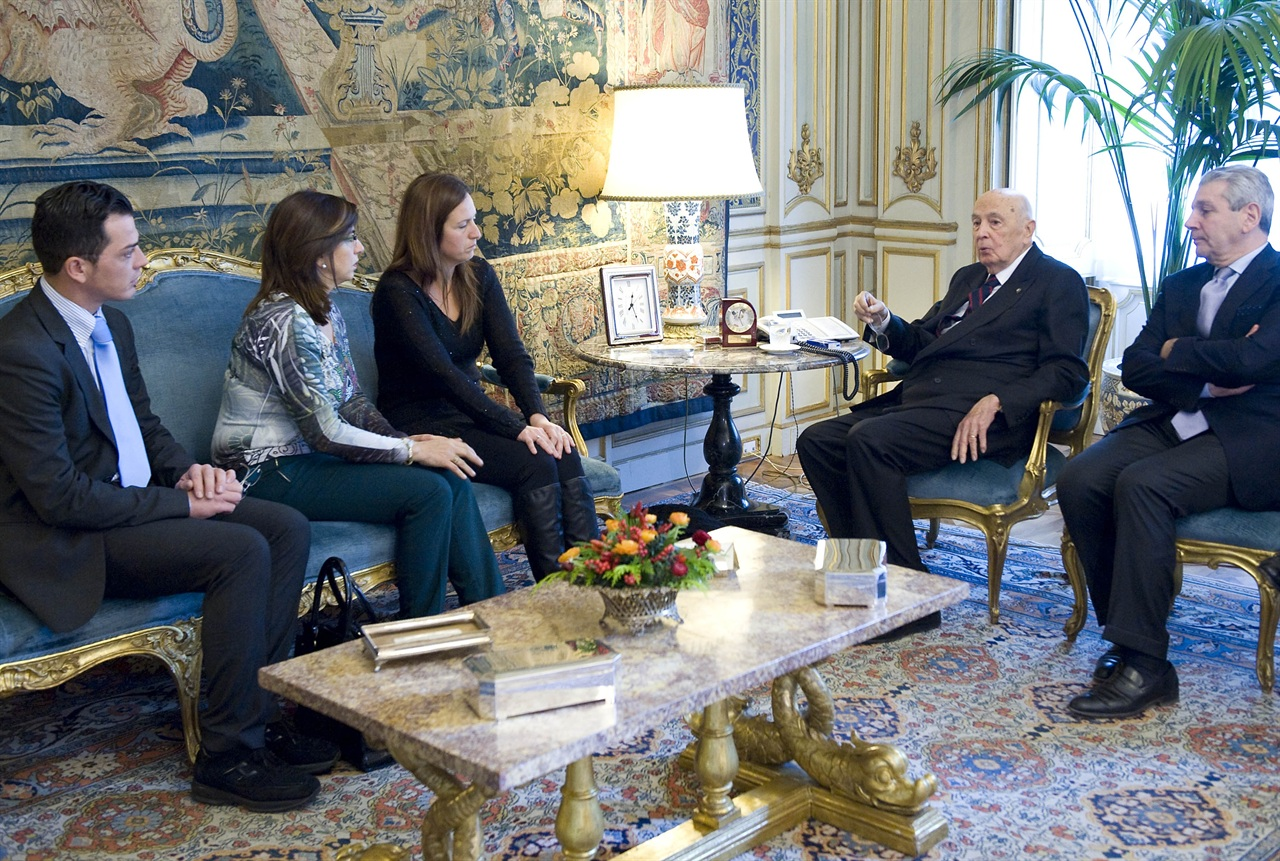
Il presidente della Repubblica Giorgio Napolitano, assieme al ministro della Difesa Giampaolo Di Paola, incontra i familiari dei marò al Quirinale il 14 dicembre 2012

- Il presidente della Repubblica Giorgio Napolitano, assieme al ministro della Difesa Giampaolo Di Paola, incontra i familiari dei marò al Quirinale il 14 dicembre 2012 22 febbraio. L'Italia, attraverso il console generale Gianpaolo Cutillo, e i due fucilieri italiani presentano una petizione all'Alta Corte del Kerala chiedendo di annullare la denuncia (FIR - First Information Report) presentata contro i marò per difetto di giurisdizione dei tribunali indiani e per immunità funzionale dei militari italiani.[8]
- 25 febbraio. Un team della polizia del Kerala effettua una perquisizione a bordo della Enrica Lexie e sequestra le armi trovate.[9]
- 28 febbraio. Il governo italiano chiede che l'analisi balistica sia condotta con la partecipazione di esperti italiani. La Corte del Kollam respinge la richiesta, ma accorda che un team di esperti italiani possa presenziare agli esami balistici condotti da tecnici indiani. Gli esami balistici condotti dalla polizia indiana accertano che a sparare contro il St. Antony sono stati due fucili Beretta in dotazione ai marò.[6] Per l'Italia il caso è seguito dal sottosegretario agli Esteri Staffan de Mistura. L'Italia rivendica la propria giurisdizione sulla vicenda poiché coinvolge "organi dello Stato operanti nel contrasto alla pirateria sotto bandiera italiana e in acque internazionali".[10]
- 5-6 marzo. Il tribunale di Kollam dispone il trasferimento dei fucilieri nel carcere ordinario di Trivandrum.[10]
- 25 marzo. Diversi organi di stampa italiani[11][12] pubblicano notizie relative a una perizia balistica[13] redatta dal perito Luigi Di Stefano, che si qualifica come ingegnere ed esperto in indagini legate a incidenti aerei, e che scagionerebbe i due marò italiani. La perizia viene illustrata in una conferenza tenuta in una sala della Camera dei deputati il 16 aprile. In seguito l'affidabilità della perizia e la credibilità del suo autore vengono messe in dubbio.[14][15]
- 19 aprile. Senza attendere l'esito della petizione presentata presso l'Alta Corte del Kerala, l'Italia e la difesa dei marò si rivolgono alla Suprema Corte dell'India chiedendo di annullare il procedimento penale intrapreso contro Latorre e Girone e di dichiarare illegale la loro detenzione.[16]
- 20 aprile. Viene raggiunto un accordo extragiudiziale con gli eredi legali (Doramma, moglie di Valentine Jelastine, coi suoi due figli minorenni, e le due sorelle di Ajeesh Pink) dei due pescatori uccisi in base a cui l'Italia s'impegna a pagare una compensazione di dieci milioni di rupie (142 000 euro) per ognuna delle due vittime. Sia l'Italia sia gli eredi dei pescatori indiani presentano una petizione all'Alta Corte del Kerala per ottenere l'approvazione dell'accordo. Secondo l'accordo, gli eredi accettano di ritirare incondizionatamente l'opposizione presentata contro la petizione della difesa dei marò per il rigetto del FIR emesso contro i militari italiani e ogni altro procedimento legale, compresa ogni altra accusa in essi contenuta, mentre l'Italia accetta di pagare quanto convenuto per motivi umanitari e caritatevoli, come segno di mutuo rispetto e gesto di buona volontà fra i due Stati sovrani, ma senza che ciò possa comportare un riconoscimento di responsabilità o la rinuncia all'immunità di cui godono i beni e i cittadini italiani in base alla legge e la loro sottomissione alla giurisdizione delle corti indiane.[17][18]
- 24 aprile. L'Alta Corte del Kerala approva l'accordo economico raggiunto dall'Italia con gli eredi legali dei due pescatori indiani uccisi.[19]
- 27 aprile. L'Alta Corte del Kerala approva l'accordo economico extragiudiziale raggiunto fra l'Italia e Freidy, proprietario del St. Antony, per il pagamento di una compensazione di 1 700 000 rupie, circa 24 000 euro.[20]
- 30 aprile. La Corte Suprema dell'India dichiara "illegali" gli accordi economici extragiudiziali raggiunti dall'Italia con i parenti dei pescatori indiani uccisi e il proprietario del peschereccio St. Antony, considerandoli come un mezzo per cercare di aggirare il sistema giudiziario indiano tacitando le parti offese con la profferta di denaro.[21]
- 2 maggio. La nave Enrica Lexie, ancora sotto sequestro nel porto di Kochi e con a bordo gli altri quattro fucilieri, viene rilasciata su decisione della Corte Suprema indiana, dietro la garanzia da parte dell'Italia che i quattro fucilieri sarebbero comparsi, se richiesti, dinnanzi alle autorità giudiziarie o altra autorità pubblica indiane.[7]
- 18 maggio 2012. Il comando della guardia costiera di Neendakara trasmette al tribunale il charge sheet con le accuse contro i marò. I fucilieri italiani sono accusati di omicidio ai sensi dell'art. 302 del codice penale indiano.[22]
- 25 maggio. In seguito a un ricorso italiano, i fucilieri vengono trasferiti alla Borstal School di Kochi, dove sono confinati in locali separati.[7]
- 29 maggio. L'Alta Corte del Kerala respinge la petizione presentata dalla difesa dei marò il 22 di febbraio, affermando che i due militari italiani sono soggetti alla giurisdizione penale dei tribunali indiani, nonostante fossero a bordo di una nave straniera, e che pertanto la guardia costiera di Neendakara ha agito correttamente nel registrare il caso e procedere con le investigazioni.[23]
- 30 maggio. L'Alta Corte del Kerala concede ai due fucilieri la libertà su cauzione di dieci milioni di rupie (142 000 euro) ciascuno, che deve essere garantita da due persone di nazionalità indiana, stabilendo l'obbligo di firma giornaliero e quello di non allontanarsi dalla zona di competenza del commissariato locale. Ai due fucilieri viene anche sequestrato il passaporto.[24] I due marò vengono quindi trasferiti all'albergo Trident di Fort Kochi.[10][24]
- Ottobre. Una delegazione italiana viene inviata in India dal Ministro della difesa Giampaolo Di Paola al fine di seguire più da vicino la questione. La delegazione è composta, fra gli altri, dal generale Pasquale Preziosa dell'aeronautica militare italiana e dal colonnello Ruggiero Capodivento dell'Arma dei Carabinieri.[25][26]
- 4 novembre. L'India ratifica l'accordo del 10 agosto 2012 tra il governo italiano e quello indiano sul trasferimento delle persone condannate, che consente agli italiani condannati in India di scontare la pena in patria.[27][28] L'Italia lo ha già ratificato con la legge 26 ottobre 2012, n. 183.[29][30]
- 20 dicembre. Il governo italiano riesce a ottenere dall'Alta Corte del Kerala un permesso di due settimane per i marò per trascorrere le vacanze natalizie in Italia, valido fino al 4 gennaio 2013. Il permesso è concesso subordinatamente a varie condizioni, tra cui la principale è l'obbligo di rientro in India alla scadenza; questa condizione viene garantita dal ministro degli esteri italiano e deve essere ulteriormente garantita dall'ambasciatore e dal console italiano in India con una dichiarazione giurata (affidavit).[7] I due fucilieri arrivano in Italia il 22 dicembre, accolti all'aeroporto di Ciampino dal presidente del Senato e, al Quirinale, dal presidente della Repubblica.[31][32] Nel corso del soggiorno in Italia vengono anche interrogati dal procuratore aggiunto di Roma Giancarlo Capaldo.[33]

### 2013

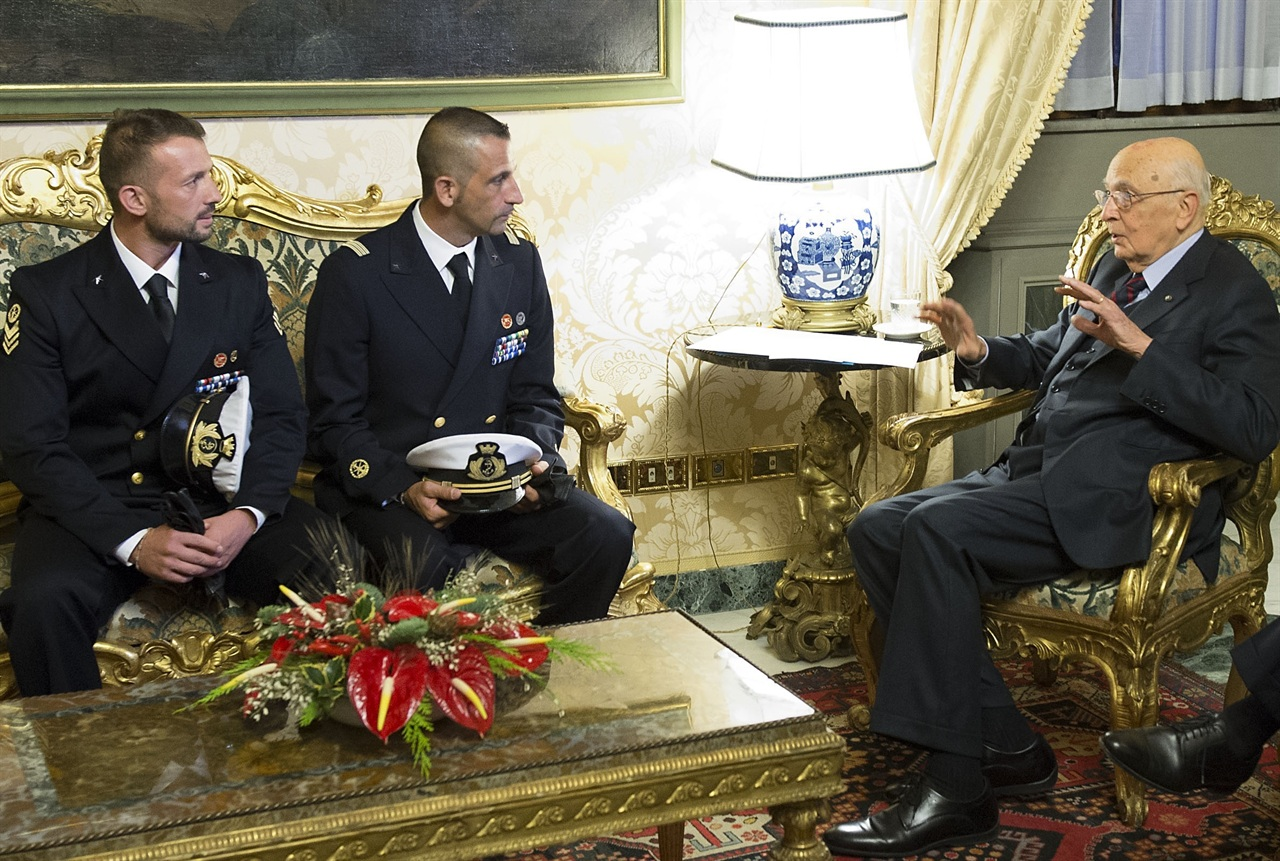
Incontro del presidente della Repubblica Giorgio Napolitano con i due marò al Quirinale il 22 dicembre 2012

- 3 gennaio. Girone e Latorre rientrano in India.[7]
- 18 gennaio. La corte suprema indiana sentenzia che lo stato del Kerala non ha giurisdizione per procedere contro i due militari italiani poiché i fatti non sono avvenuti nelle sue acque territoriali e che il governo centrale di Nuova Delhi dovrà consultarsi con il presidente della corte suprema prima di formare una corte speciale[35] che dovrà decidere sulla questione della giurisdizione, cioè se i marò dovranno essere processati in India o in Italia, dato che "i marò non godevano di quella immunità sovrana" che avrebbe determinato automaticamente la giurisdizione italiana.[36] Inoltre, secondo la Suprema Corte, è illegittima la detenzione cui sono stati sottoposti i militari italiani poiché il procedimento poteva essere cominciato solo a discrezione delle autorità centrali dell'Unione Indiana.[37] I due marò vengono trasferiti a Nuova Delhi e, su richiesta italiana, alloggiati nell'ambasciata italiana, con la proibizione di lasciare la città senza il permesso della Corte Suprema e l'obbligo di firma settimanale presso la stazione di polizia di Chanakaya Puri.[10][16]
- 22 febbraio. A Girone e Latorre è concesso un permesso di 4 settimane per tornare in Italia in occasione delle elezioni politiche con la semplice garanzia di una lettera ufficiale firmata dall'ambasciatore italiano in India.[38] Al loro arrivo a Roma, il giorno successivo, vengono accolti dal presidente del Consiglio dei ministri italiano Mario Monti.[39]
- 9 marzo. Il governo indiano avvia a Nuova Delhi le procedure per la costituzione della Corte Speciale che dovrà decidere sulla vicenda dei due fucilieri.[10]
- 11 marzo. Il ministro degli Esteri italiano, Giulio Terzi, annuncia a nome del Governo che i fucilieri non faranno ritorno in India. Il ministero degli affari esteri, in un comunicato stampa, motiva la decisione con la mancata risposta del governo indiano alla proposta formale italiana di avviare "un dialogo bilaterale per la ricerca di una soluzione diplomatica del caso" anche attraverso un arbitrato internazionale o una soluzione giudiziaria. Secondo il comunicato, la proposta era stata effettuata a seguito della decisione della Corte Suprema indiana del 18 gennaio 2013 di respingere il ricorso italiano circa la carenza di giurisdizione indiana sulla vicenda dei due marò.[7][10]
- 14 marzo. Il governo indiano, come ritorsione verso l'Italia, limita la libertà personale dell'ambasciatore italiano in India, Daniele Mancini, prendendo misure volte a impedirgli di lasciare il Paese.[40]
- 18 marzo. La Corte Suprema indiana decide di non riconoscere più l'immunità diplomatica all'ambasciatore Mancini ed estende "fino a nuovo ordine" la limitazione impostagli di non lasciare l'India. L'Italia accusa l'India di "evidente violazione della Convenzione di Vienna sulle relazioni diplomatiche".[41]
- 20 marzo. Girone e Latorre sono indagati dalla Procura militare di Roma per "violata consegna aggravata" e "dispersione di armamento militare". Le indagini sono volte ad accertare se i due marò abbiano violato le regole d'ingaggio nella vicenda dell'uccisione dei due pescatori indiani.[42]
- 21 marzo. Un comunicato stampa della presidenza del consiglio dei ministri[43] annuncia che i fucilieri torneranno in India, dato che l'Italia ha avuto garanzie circa la non applicabilità della pena di morte agli imputati.[44]
- 22 marzo. I fucilieri arrivano in India nella mattinata dell'ultimo giorno del permesso; sono accompagnati dal sottosegretario Staffan de Mistura e prendono alloggio nell'ambasciata italiana di Nuova Delhi. Il ministro degli esteri indiano Salman Khurshid assicura che non sarà applicata la pena di morte. L'Alta Corte di Nuova Delhi, in accordo con il Ministero della Giustizia indiano, emana l'ordinanza per la costituzione della Corte Speciale, come stabilito nella sentenza della Corte Suprema del 18 gennaio 2013 e dopo le accuse di ritardo rivolte al governo indiano da parte della stessa Corte Suprema.[45]
- 23 marzo. Il ministro della Giustizia indiano, Ashwani Kumar, in un'intervista afferma che non è stata data alcuna garanzia sulla non applicazione della pena di morte al governo italiano, ma si è solo limitato a spiegare che per un caso come quello dei marò italiani in India non è prevista la pena capitale; il sottosegretario Staffan de Mistura ribadisce che il governo indiano ha fornito all'Italia un'"assicurazione scritta ufficiale" attraverso il proprio ministro degli Esteri sulla non applicabilità della pena di morte nei confronti dei due fucilieri. Il ministro degli Esteri indiano, Salman Khurshid, dichiara che «non c'è stato nessun accordo, né ci sono state garanzie» nei colloqui fra i due governi volti a permettere il ritorno dei marò in India: il governo indiano ha solo fornito all'Italia "chiarimenti" frutto del lavoro di esperti in diritto sulla non applicabilità della pena di morte.[45]
- 25 marzo. Si costituisce a Nuova Delhi la Corte Speciale che dovrà giudicare i due marò e che sarà presieduta da un "magistrato capo metropolitano" che, in base ai commi 1 e 4 dell'articolo 29 del Codice di procedura penale indiano, può infliggere "ogni sentenza consentita dalla legge eccetto la pena di morte, l'ergastolo e l'imprigionamento per un periodo eccedente sette anni".[41][46][47]
- 26 marzo. Il ministro degli esteri Giulio Terzi annuncia in Parlamento le sue dimissioni irrevocabili[48] in polemica con la decisione del Governo di rimandare in India Girone e Latorre.
- 1º aprile. Il ministro degli Interni dell'India affida alla National Investigating Agency (NIA), l'agenzia federale indiana per la lotta al terrorismo, il compito di condurre le indagini sul caso e tre giorni dopo la NIA emette un FIR che nella sostanza replica quello emesso dalla polizia del Kerala e che accusa i marò in base agli articoli 302 (omicidio), 307 (tentato omicidio) e 427 (danneggiamento), letti in combinazione con l'art. 34 (atti compiuti da più persone a sostegno della comune intenzione), del codice penale indiano. Inoltre la NIA invoca l'articolo 3 del cosiddetto SUA Act (Suppression of Unlawful Acts against Safety of Maritime Navigation and Fixed Platforms on Continental Shelf Act)[49], la legge contro il "terrorismo marittimo", che al capo II, punto 3, comma g-i prevede la pena capitale per chi causa la morte di una persona.[50][51]
- 9 agosto. I due marò non rilasciano dichiarazioni alla National Investigation Agency (NIA).[41][52]
- 16 settembre. L'India chiede di poter interrogare gli altri fucilieri presenti all'incidente. L'Italia non vuole inviarli a Nuova Delhi ed è pronta a rivolgersi alla Corte Suprema Indiana.[53] L'Italia si dichiara però disponibile a far interrogare i fucilieri in videoconferenza.
- 11 novembre. I fucilieri Renato Voglino, Massimo Andronico, Antonio Fontana e Alessandro Conte vengono effettivamente interrogati in videoconferenza dalla National Investigation Agency.[54]

### 2014

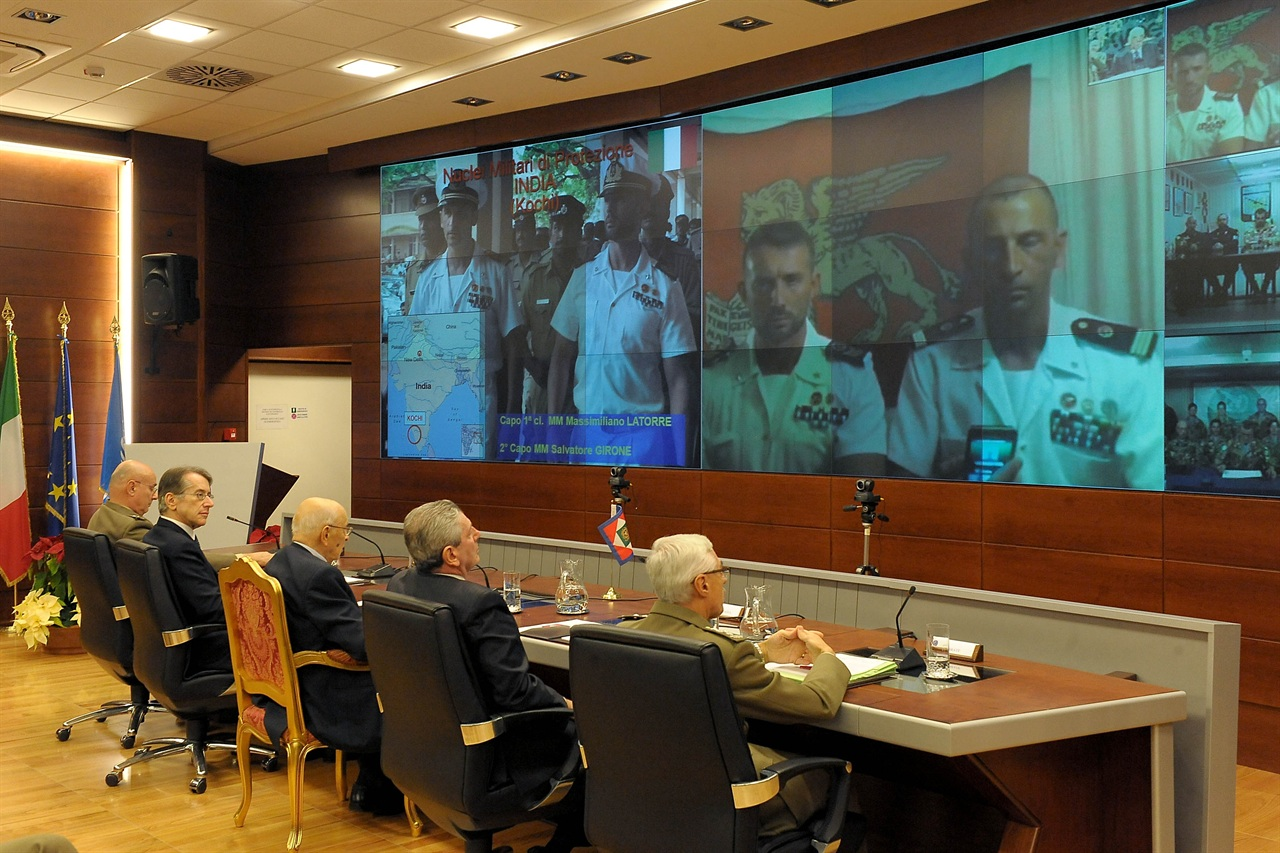
Il presidente della Repubblica Giorgio Napolitano e il ministro degli esteri Giulio Terzi di Sant'Agata in videoconferenza con i due marò il 20 dicembre 2012

- 8 febbraio. Il ministero indiano dell'interno autorizza la NIA a portare avanti l'accusa nei confronti dei due marò sulla base del SUA Act, pur escludendo l'applicazione della pena di morte.[55]
- 10 febbraio. Davanti alla corte suprema indiana l'accusa insiste sull'imputazione dei due marò in base al SUA Act.[56]
- 18 febbraio. L'udienza davanti alla corte suprema indiana si conclude con un rinvio, motivato con la necessità di attendere un parere scritto del governo indiano sull'applicabilità della legge antiterrorismo. Per protesta il ministro degli esteri Emma Bonino richiama in Italia l'ambasciatore Daniele Mancini per consultazioni.[57]
- 24 febbraio. Udienza davanti alla corte suprema indiana. Il procuratore generale produce il parere del governo indiano favorevole ad abbandonare l'ipotesi dell'applicazione del SUA Act. Viene chiesto alla NIA di formulare i capi di accusa in base alla legislazione ordinaria. La Corte esaminerà anche l'eccezione avanzata dalla difesa italiana relativa all'incompetenza della NIA a svolgere le indagini.[58]
- 26 marzo. L'inviato speciale del governo, Staffan de Mistura, dinanzi alle commissioni esteri e Difesa di Camera e Senato dichiara che la linea ufficiale italiana verterà sul disconoscimento della giurisdizione indiana sul caso, per cui nessun rappresentante ufficiale italiano parteciperà a eventuali processi indiani. Inoltre si continuerà a perseguire la via dell'internazionalizzazione della vicenda.[59][60]
- 28 marzo. La corte suprema indiana ammette il ricorso, presentato dalla difesa dei due marò italiani, contro l'intervento nelle indagini della NIA, sospende il processo presso la Corte Speciale e rinvia a nuova udienza per permettere al governo indiano e alla stessa NIA di produrre le proprie controdeduzioni prima di decidere nel merito del ricorso. Nel ricorso si chiede alla Corte di annullare l'intero procedimento giudiziario, compresa la denuncia iniziale (FIR) dei due marò per aver ucciso i due pescatori indiani, e si insiste sulla linea difensiva italiana contestando la giurisdizione dell'India, poiché l'incidente è avvenuto al di fuori delle acque territoriali indiane, e rimarcando l'immunità funzionale di Massimiliano Latorre e Salvatore Girone in quanto erano in servizio antipirateria per conto dello Stato italiano.[61][62][63]
- 24 aprile. Il ministro degli esteri italiano Federica Mogherini annuncia il ritiro dell'inviato del governo Staffan de Mistura, il ritorno a Delhi dell'ambasciatore Daniele Mancini e la costituzione "di una commissione di esperti con carattere giuridico" per lo "scambio di punti di vista" sul caso tra autorità italiane e indiane; mentre nel "caso non si arrivi a una soluzione concordata, si procederà al vaglio degli strumenti preposti alla risoluzione delle controversie internazionali".[64]
- 1º settembre. Il marò Massimiliano Latorre, colto da un malore, viene ricoverato nel reparto di neurologia di un ospedale di Nuova Delhi per un'ischemia transitoria.[65]
- 7 settembre. Il marò Massimiliano Latorre è dimesso dopo sei giorni di ricovero in seguito all'ischemia transitoria.[66]
- 8 settembre. I legali di Massimiliano Latorre presentano un'istanza alla corte suprema indiana al fine di ottenere il trasferimento del marò in Italia per tre o quattro mesi per proseguire in patria le cure riabilitative.[67] La Corte esamina l'istanza e aggiorna l'udienza al 12 settembre per consentire al governo indiano di formulare un proprio parere. Inoltre la Corte, su richiesta della difesa, esenta Latorre per due settimane dall'obbligo di firma presso il commissariato di polizia per via delle sue condizioni di salute. Il governo indiano, per bocca del ministro degli esteri Sushma Swaraj, annuncia che non si opporrà a un'eventuale decisione della Corte favorevole al ritorno in patria di Latorre. Il ministro Sushma Swaraj afferma anche che la questione dei marò non può essere risolta per via diplomatica ma deve passare necessariamente "attraverso il processo giudiziario".[68][69] Il giornale indiano Hindustan Times pubblica un articolo in cui sostiene di aver appreso da una fonte anonima del ministero dell'interno indiano che i marò italiani dopo l'incidente cercarono di coprire il loro operato facendo pressioni sul comandante della nave italiana, Umberto Vitelli, affinché preparasse un falso rapporto per le organizzazioni internazionali preposte alla sicurezza marittima in cui si affermava che la decisione dei marò di sparare fosse stata determinata dal fatto che i pescatori del St. Antony erano armati. Secondo la fonte citata dal giornale indiano, "Il comandante della Enrica Lexie inviò dopo la sparatoria del 15 febbraio 2012 un rapporto via email in cui si affermava che sei dei pescatori dell'imbarcazione indiana St. Antony erano armati. Ma gli investigatori indiani accertarono che tutti gli undici pescatori a bordo dell'imbarcazione indiana St. Antony erano disarmati. Non c'erano armi sull'imbarcazione". L'email fu inviata a un'organizzazione per la sicurezza marittima che l'avrebbe poi inoltrata all'IMO, l'Organizzazione marittima internazionale. Però "quando la NIA, durante le sue indagini sul caso, interrogò il comandante della Enrica Lexie, questi negò di essere stato testimone della sparatoria e affermò di aver inviato l'email su pressione dei due marò sotto accusa. Il piano era quello di far passare i pescatori per pirati". La NIA non ha voluto commentare le rivelazioni dell'Hindustan Times, un portavoce della stessa si è limitato ad affermare che «presenteremo i nostri capi d'imputazione al giudice di merito una volta che tutte le questioni relative al caso saranno chiarite dalla corte suprema».[69][70]
- 10 settembre. Freidy, proprietario del St. Antony, presenta un'istanza alla corte suprema indiana in cui chiede un nuovo esame medico per Massimiliano Latorre, prima che i giudici autorizzino il suo rientro in Italia per le cure di riabilitazione.[71]
- 12 settembre. La corte suprema indiana accoglie l'istanza presentata dalla difesa di Massimiliano Latorre e gli concede di rientrare in Italia per un periodo di quattro mesi per curarsi dall'ischemia che lo ha colpito. La Corte accetta una garanzia scritta sul rientro in India del marò fornita dall'ambasciatore Daniele Mancini a nome del governo italiano e richiede un'ulteriore garanzia scritta "non ambigua e non equivoca" sottoscritta dallo stesso Latorre.[72]
- 13 settembre. Massimiliano Latorre arriva in Italia dopo esser partito la sera prima dall'aeroporto Internazionale di Delhi.[73]
- 16 dicembre. La Suprema Corte indiana rifiuta le richieste, presentate il giorno precedente, di Massimiliano Latorre, di poter restare in Italia altri due mesi, e di Salvatore Girone, di poter tornare in Italia per il periodo natalizio. La difesa dei due marò italiani, rappresentata dagli avvocati Soli Sorabjee e KTS Tulsi, aveva chiesto di posticipare il rientro di Latorre di due o tre mesi considerando che l'8 gennaio dovrebbe sottoporsi a un intervento di cardiologia interventistica e che anche il rappresentante legale del governo (l'Additional Solicitors General of India, che è un rappresentante legale di secondo grado del governo indiano e che dipende dall'Attorney General for India, cioè la Procura Generale indiana) non aveva obiezioni in merito, ma la Corte, presieduta dal giudice Handyala L. Dattu, con l'assistenza dei giudici Madan B. Lokur e Arjan K. Sikri, rigetta la richiesta osservando che, siccome le indagini non sono ancora terminate, i capi d'accusa non sono stati presentati e che il ritardo è stato causato anche dalle istanze presentate dalla difesa, è necessario che tutti gli sforzi si concentrino sulla chiusura della fase istruttoria del processo e questo non potrebbe avvenire in assenza degli accusati; e conclude affermando che il metro di valutazione deve essere lo stesso per tutti e che anche le vittime indiane hanno dei diritti. Il termine per il ritorno in India di Latorre è fissato al 16 gennaio 2015. Secondo il quotidiano The Hindu, le istruzioni trasmesse dal governo indiano all'Additional Solicitors General erano di opporsi all'istanza presentata da Salvatore Girone, ma lasciare che la Corte eventualmente accettasse la richiesta di Massimiliano Latorre.[74][75][76][77] Secondo il quotidiano The Economic Times, invece, il governo aveva deciso di non opporsi alle richieste presentate da ambedue i fucilieri di marina italiani.[78]

### 2015

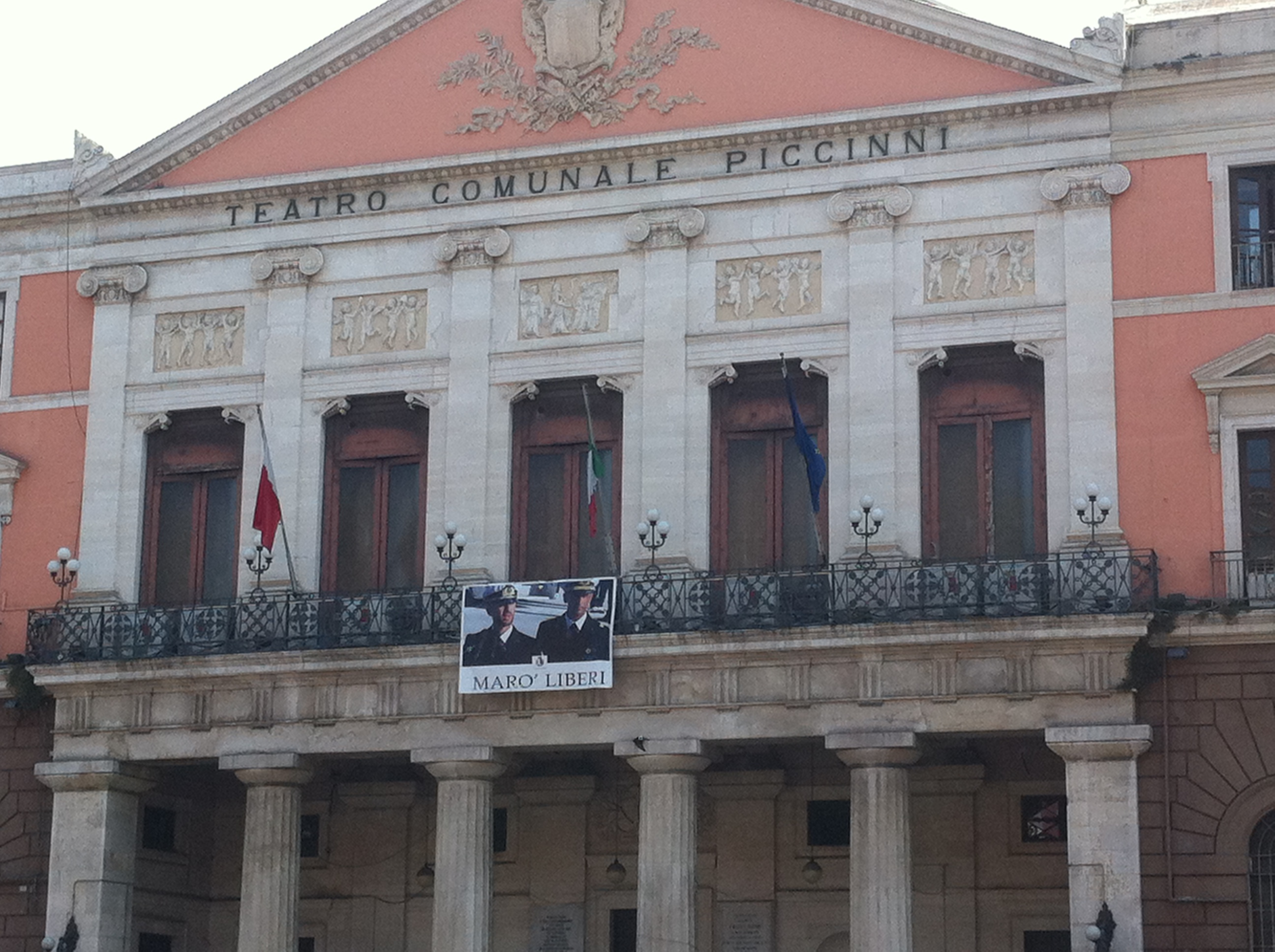
Cartellone con la scritta "Marò liberi" sulla facciata del teatro Piccinni di Bari

- 5 gennaio. Massimiliano Latorre viene sottoposto a chiusura percutanea del forame ovale pervio, un difetto cardiaco congenito, al policlinico di San Donato Milanese. Secondo l'ospedale, l'operazione "ha avuto esito positivo" e la degenza di Latorre dovrebbe durare solo "qualche giorno".[79]
- 8 gennaio. Massimiliano Latorre viene dimesso dall'ospedale e il suo avvocato presenta una nuova istanza alla corte suprema dell'India per una proroga del permesso a curarsi in Italia senza una durata specifica. Il giudice indiano Handyala L. Dattu accetta di esaminare la richiesta.[80][81]
- 14 gennaio. La corte suprema indiana concede una proroga di tre mesi al permesso concesso in settembre a Massimiliano Latorre di tornare in Italia per quattro mesi per motivi di salute. La decisione viene presa dalla sezione della Corte presieduta dal giudice Anil R. Dave dopo che due giorni prima il giudice Handyala L. Dattu aveva deciso di rinviare l'istanza all'esame di un'altra sezione avendo egli in precedenza espresso osservazioni e riserve sulla stessa. Il rappresentante del governo indiano, l'Additional Solicitor General P.L. Narasimha, aveva espresso parere favorevole all'istanza. Il giudice richiede però all'ambasciatore italiano in India, Daniele Mancini, di sottoscrivere e depositare una dichiarazione a garanzia del ritorno in India di Latorre alla scadenza della proroga.[82][83]
- 9 aprile. La corte suprema indiana concede a Massimiliano Latorre il permesso di rimanere in Italia fino al 15 luglio. La Corte, presieduta dal giudice A.R. Dave, con l'assistenza dei giudici Kurian Joseph e Amitava Roy, auspicando che si inizi quanto prima il processo presso la Corte Speciale, fissa un'udienza per la fine di aprile (poi rinviata a luglio, al termine delle vacanze estive, per dare la precedenza a un caso più urgente[84]) per decidere sulla petizione dei due marò contro l'affidamento delle indagini alla NIA ed esortano gli avvocati della difesa ad astenersi da tattiche dilatorie in merito.[85][86]
- 26 giugno. L'Italia attiva l'arbitrato internazionale sul caso dei marò nel quadro della Convenzione delle Nazioni Unite sul Diritto del Mare, rivolgendosi, quindi, al Tribunale internazionale del diritto del mare (ITLOS) di Amburgo. L'Italia intende anche chiedere immediate misure che consentano la permanenza di Massimiliano Latorre in Italia e il rientro in patria di Salvatore Girone in attesa che si concluda l'iter della procedura arbitrale.[87]
- 13 luglio. Di fronte alla corte suprema indiana, l'Additional Solicitor General P. S. Narasimha dichiara l'intenzione del governo indiano di accettare il procedimento di arbitrato internazionale cominciato dall'Italia. La sessione della Corte, presieduta dal giudice A. R. Dave, prolunga di sei mesi il permesso concesso a Massimiliano Latorre di restare in Italia per le sue condizioni di salute e richiede che, per il 26 agosto, il governo indiano presenti una risposta dettagliata alla richiesta italiana di arbitrato.[88][89][90]
- 21 luglio. L'Italia chiede al Tribunale internazionale del diritto del mare di Amburgo che, nell'ambito della procedura di arbitrato avviata il 26 giugno e fino alla conclusione della stessa, "l'India si astenga dal prendere o applicare qualsiasi misura giudiziaria o amministrativa contro" i marò "in relazione all'incidente dell'Enrica Lexie" e dall'esercitare "qualsiasi altra forma di giurisdizione" relativa allo stesso incidente; e che "l'India adotti tutte le misure necessarie per garantire che vengano immediatamente tolte le restrizioni relative alla libertà di movimento" dei marò "per consentire al sergente Girone di partire per l'Italia, e ivi permanere, e al sergente Latorre di restare in Italia per tutta la durata del procedimento" arbitrale.[91]
- 24 agosto. In merito alla richiesta di misure provvisorie presentata dall'Italia il precedente 21 luglio, l'ITLOS, con 15 voti favorevoli e 6 contrari, stabilisce che, in attesa delle decisioni del tribunale arbitrale, "Italia e India devono entrambe sospendere ogni procedimento giudiziario e astenersi dall'iniziarne di nuovi che potrebbero aggravare o estendere la disputa sottomessa al tribunale arbitrale di cui all'allegato VII o compromettere o pregiudicare l'esecuzione di qualsiasi decisione che il tribunale arbitrale potrebbe adottare".[92] Infatti, secondo il Tribunale, "la continuazione dei procedimenti giudiziari in corso o l'avvio di nuovi per iniziativa di una delle parti potrebbe pregiudicare i diritti dell'altra" (paragrafo 106). Inoltre "la questione sullo status dei due marò è collegata a quella della giurisdizione" (paragrafo 113) e, visto che sarà compito del "tribunale arbitrale decidere nel merito del caso", il Tribunale "non giudica appropriato prescrivere misure provvisorie rispetto alla situazione dei due marò, poiché ciò toccherebbe questioni relative al merito del caso" (paragrafo 132). Perciò, al fine di "proteggere i diritti di entrambe le parti e non pregiudicare le decisioni del tribunale arbitrale" (paragrafo 125), le due domande di misure provvisorie avanzate dall'Italia sono giudicate non appropriate e il Tribunale considera di dover prescrivere misure differenti da quelle richieste (paragrafo 127).[92] Di conseguenza, le richieste italiane di consentire il rientro di Salvatore Girone dall'India e la permanenza di Massimiliano Latorre in Italia come misure temporanee non vengono accettate, ma al contempo sono sospesi tutti i procedimenti giudiziari in corso in India e vietata l'attivazione di ogni altra procedura giudiziale.[93] Italia e India devono anche presentare, entro un mese, un rapporto iniziale "sull'ottemperanza alle misure previste" dal verdetto.[92]
- 26 agosto. La corte suprema indiana sospende tutti i procedimenti giudiziari contro i marò, fissando una nuova udienza sul caso per il 13 gennaio 2016, due giorni prima della scadenza della proroga del permesso concesso a Massimiliano Latorre di curarsi in Italia.[94]
- 6 novembre. Nell'ambito della procedura arbitrale avviata dall'Italia il 26 giugno 2015, a l'Aia viene costituito il tribunale arbitrale presso la Corte permanente di arbitrato (CPA). Il tribunale è composto da: Francesco Francioni, scelto dall'Italia; Patibandla Chandrasekhara Rao, scelto dall'India; Jin-Hyun Paik (sud-coreano) e Patrick Robinson (giamaicano), scelti da Vladimir Golicyn (russo), presidente dello stesso tribunale arbitrale, in qualità di presidente dell'ITLOS.[95]
- 12 dicembre. L'Italia deposita al tribunale arbitrale presso la CPA una richiesta di misure provvisorie ai sensi dell'articolo 290 della UNCLOS, chiedendo al tribunale di permettere a Salvatore Girone di tornare in Italia, sotto la responsabilità delle autorità italiane, in attesa della decisione finale dello stesso tribunale.[96]

### 2016
- 13 gennaio. La corte suprema indiana decide di prolungare fino al 30 aprile 2016 il permesso di restare in Italia concesso a Massimiliano Latorre.[97]
- 19 gennaio. Il tribunale arbitrale presso la CPA stabilisce per il 30 e il 31 marzo 2016 l'udienza per decidere sulla richiesta italiana di consentire il rientro in Italia di Salvatore Girone[98] e fissa il calendario per la procedura arbitrale che dovrebbe concludersi entro il 2018, a meno che lo stesso tribunale non decida di allungare i tempi per la presentazione delle dichiarazioni delle parti in accordo con le stesse.[99][100]
- 26 aprile. La corte suprema indiana estende la permanenza in Italia di Massimiliano Latorre fino al 30 settembre 2016 e fissa una nuova udienza per il 20 settembre. L'avvocato di Latorre aveva chiesto un prolungamento fino alla fine dell'anno. Per rendere effettiva l'estensione, all'Italia viene richiesta una nuova lettera di garanzie firmata dall'ambasciatore italiano a Nuova Delhi entro il 30 aprile.[101] Il governo italiano considera sospesa, e quindi priva di valenza giuridica, la giurisdizione indiana sul caso in seguito alla decisione dell'ITLOS che aveva stabilito la sospensione di tutti i procedimenti giudiziari in corso fino alla conclusione dell'arbitrato.[102]
- 3 maggio. Il tribunale arbitrale presso la CPA, in risposta alla richiesta italiana di misure provvisorie, prescrive che "L'Italia e l'India dovranno cooperare, anche nei procedimenti in corso dinanzi alla corte suprema dell'India, al fine di assicurare", per ragioni umanitarie, "una mitigazione delle misure cautelari imposte al sergente Girone", in modo che, "pur rimanendo sotto l'autorità della corte suprema dell'India, possa far ritorno in Italia durante l'arbitrato". "L'Italia è comunque soggetta all'obbligo di restituire Girone all'India nel caso in cui il tribunale arbitrale decida che l'India ha giurisdizione su di esso" nel caso in questione.[103] "Mentre tocca alla corte suprema indiana stabilire le precise condizioni delle misure cautelari imposte al sergente Girone", il tribunale arbitrale ritiene appropriate le condizioni, garanzie e procedure che sono state stabilite per Massimiliano Latorre, suggerendo all'India di adottare misure analoghe anche per il caso di Salvatore Girone. Fra le altre, queste misure potrebbero comprendere: "l'assicurazione che Girone si presenti a un'autorità in Italia, scelta dalla corte suprema, a intervalli decisi dalla stessa Corte; che sia richiesto a Girone di consegnare il passaporto alle autorità italiane e che lo stesso non possa lasciare l'Italia senza il permesso della corte suprema indiana; che l'Italia debba aggiornare l'India, di propria iniziativa e ogni tre mesi, sulla situazione del sergente Girone". Inoltre l'Italia deve fornire assicurazioni inequivocabili e legalmente vincolanti sul ritorno di Girone in India.[104]
- 26 maggio. La corte suprema indiana accetta di rendere subito esecutivo l'ordine del tribunale arbitrale presso la CPA di far rientrare in Italia Salvatore Girone per tutta la durata del procedimento arbitrale,[105] in risposta all'istanza presentata dalla difesa tre giorni prima davanti alla Vacation Bench (sezione feriale) della Corte. Il rappresentante del governo indiano, l'Additional Sollicitor General Pinku Anand, non si era opposto alla richiesta italiana purché le condizioni cautelari fossero stabilite e garantite come già avvenuto per Massimiliano Latorre.[106] I giudici, Prafulla C. Pant e D.Y. Chandrachud, stabiliscono che a Salvatore Girone sia permesso di ritornare in Italia a condizione: che lo stesso assicuri tramite dichiarazione giurata di accettare e riconoscere di continuare a essere sotto l'autorità della corte suprema; che il suo passaporto sia ritirato dalle autorità italiane e che non gli sia concesso di lasciare l'Italia senza il permesso della corte suprema indiana; che gli sia imposto l'obbligo di firma presso un commissariato di polizia italiano ogni primo mercoledì del mese e che non abbia contatti, diretti o indiretti, con altre persone coinvolte nell'incidente dell'Enrica Lexie. Inoltre l'ambasciata italiana a Nuova Delhi dovrà informare la Corte ogni tre mesi, tramite nota verbale al ministero degli esteri indiano, sulla situazione di Girone; e l'ambasciatore italiano in India assicurare, tramite dichiarazione giurata, che Girone farà ritorno in India entro un mese nel caso in cui il tribunale arbitrale o la corte suprema dovessero decidere in tal senso.[107]
- 28 maggio. Salvatore Girone fa ritorno in Italia a seguito della decisione del 26 maggio 2016 della corte suprema indiana.[108]
- 28 settembre. La corte suprema indiana, constatata la non opposizione del rappresentante legale del governo indiano e dopo aver ribadito che i due marò restano comunque sotto la responsabilità della Corte, accetta la richiesta dei legali italiani di permettere a Massimiliano Latorre di restare in Italia fino alla fine dell'arbitrato, sostanzialmente alle stesse condizioni imposte a Salvatore Girone.[109]

### 2017
- 6 marzo. La corte suprema dell'India, preso atto della presentazione del calendario del procedimento presso il tribunale arbitrale che prevede il giudizio finale entro dicembre del 2018, decide di sospendere l'obbligo precedentemente imposto al governo indiano di presentare ogni tre mesi un report sullo stesso procedimento. Al suo posto, ordina alle parti di comunicare immediatamente alla stessa Corte qualsiasi variazione nel calendario del procedimento arbitrale e fissa l'udienza successiva a dopo la decisione finale da parte del tribunale arbitrale.[110]

### 2018
- 28 settembre. A causa di un'improvvisa malattia e poi della morte[111] del giudice Patibandla Chandrasekhara Rao, scelto dall'India, l'udienza finale dell'arbitrato internazionale (il cui inizio era previsto per il 22 ottobre) è rinviata a data da destinarsi previa consultazione delle parti.[112]
- 26 novembre. Il Dr. Pemmaraju Sreenivasa viene scelto dall'India per sostituire il defunto giudice Patibandla Chandrasekhara Rao.
- 19 dicembre. Il Tribunale arbitrale fissa l'udienza finale dell'Aja dall'8 al 20 luglio 2019.[113]

### 2019
- 20 luglio. Chiusura dell'ultima udienza arbitrale; decisione da assumere entro sei mesi.[114]

### 2020
- 2 luglio. I giudici della Corte permanente di arbitrato hanno riconosciuto l'immunità funzionale ai soldati italiani, rilevando come gli stessi fossero impegnati in una missione per conto dello Stato italiano. Contestualmente, l'Italia è stata condannata a risarcire lo Stato indiano per la morte dei due pescatori e per i danni morali subiti dai marittimi del peschereccio.[115]

### 2021
- 15 giugno. La Corte Suprema indiana ha chiuso tutti i procedimenti contro i due militari italiani a seguito del versamento di 1,1 milioni di euro a titolo di risarcimento dei danni da parte dello Stato italiano.[115]
- 13 ottobre. Il Tribunale dell'Aja assegna all'Italia la giurisdizione del procedimento penale, concludendo la disputa internazionale.[116]
- 9 dicembre. La Procura della Repubblica presso il Tribunale di Roma chiede l'archiviazione del procedimento penale italiano.[117]

### 2022
- 31 gennaio. Il GIP del Tribunale di Roma archivia l'indagine italiana perché i due militari agirono in stato di legittima difesa, almeno, putativa; peraltro, il reato di omicidio colposo sarebbe in ogni caso prescritto.[118]
- 20 ottobre. Il deputato Edmondo Cirielli (FdI) deposita in Parlamento un disegno di legge per istituire una "Commissione parlamentare di inchiesta sulla condotta delle autorità nazionali nella vicenda relativa ai fucilieri di marina Massimiliano Latorre e Salvatore Girone".[119]
- 3 novembre. Massimiliano Latorre chiede al Governo italiano il risarcimento dei danni conseguenti alla vicenda.[120]

## La versione del governo indiano
Secondo la versione indiana, alle 16:30 UTC+5:30 del 15 febbraio 2012, il peschereccio St. Antony lancia l'allarme alla Guardia costiera indiana riportando di essere stato investito da colpi di arma da fuoco e descrivendo sommariamente l'imbarcazione da cui provenivano gli spari. La Guardia costiera comincia le indagini e identifica quattro navi nell'area in cui si è svolto l'incidente: l'Enrica Lexie, la Kamome Victoria, la Giovanni e la Ocean Breeze. Verso le 19 UTC+5:30 le quattro navi vengono contattate via radio dalla Guardia costiera che chiede loro se siano state oggetto di attacchi. Una quinta nave, la Olympic Flair, che batte bandiera greca e che in precedenza ha correttamente riportato alle autorità indiane di aver subito un attacco pirata (circa un'ora dopo l'incidente fra il St. Antony e la Enrica Lexie), attacco sventato senza soffrire danni e senza aver dovuto far uso di armi da fuoco, non viene contattata, anche se la nave assomiglia per sagoma e colorazione alla petroliera italiana; la nave greca si trova all'ancora al largo di Kochi e successivamente entra in porto.
Fra le 4 navi contattate dalla Guardia costiera indiana, l'unica che risponde affermativamente circa l'aver subito attacchi è l'Enrica Lexie. La nave italiana non ha fatto rapporto alle autorità indiane riguardo all'attacco subito, ha riportato il fatto solo dopo essere stata interrogata in merito, contravvenendo ai regolamenti che impongono di fare immediato rapporto in caso di attacco pirata, e si è allontanata di circa 39 miglia lungo la propria rotta verso l'Egitto senza avvertire nessuno. Su questo punto, contrariamente a quanto sostenuto dalla difesa dei marò, il giudice dell'Alta Corte del Kerala affermerà poi che «non è stato prodotto nessun documento per dimostrare che i marò, prima di sparare ai pescatori, abbiano almeno comunicato al comandante della nave il pericolo di un attacco pirata, o che il comandante abbia annotato il fatto sul registro di bordo. Inoltre non esiste nessun documento a supporto dell'argomento di difesa che il comandante abbia attivato lo Ship Alert Security System o che alcun segnale sia stato trasmesso all'IMRCC, alla Mercury Chart o a qualunque Marina nel mondo» — Lo Ship Alert Security System (SSAS) è un sistema d'allarme che invia automaticamente una segnalazione all'Italian Marine Rescue and Coordination Centre di Roma (IMRCC), mentre la Mercury Chart mette in contatto e trasmette informazioni alla comunità navale mondiale, comprese diverse Marine impegnate nella lotta antipirateria, e alla stessa Marina indiana — La Guardia costiera indiana intima all'Enrica Lexie di tornare indietro e ordina ai pattugliatori Samar, Kochi e Lakshmibai e a un aereo Dornier Do 228 da ricognizione marittima di ricercare la nave italiana, intercettarla e condurla in porto.
Secondo i rapporti degli inquirenti indiani, la testimonianza del comandante e proprietario del St. Antony, Freidy (a volte indicato anche come "Freddie Louis" o "John Freddy" e, sulla stampa italiana, come "Freddy John Bosco"), e degli altri membri dell'equipaggio e le conclusioni dell'Alta Corte del Kerala, l'imbarcazione indiana non era un battello dedito alla pirateria ma era impiegata in normali operazioni di pesca; era partita per la pesca al tonno da Neendakara il 7 febbraio; l'attacco al St. Antony sarebbe stato ingiustificato in quanto non vi erano armi a bordo dell'imbarcazione. Nessuno fece fuoco contro la nave italiana e l'equipaggio del St. Antony non poteva essere scambiato per pirati. Inoltre la petroliera italiana, avendo una velocità massima di 18÷20 nodi, poteva facilmente distanziare il St. Antony la cui velocità massima non eccedeva i 10 nodi, per cui un eventuale attacco pirata avrebbe potuto essere scongiurato senza far ricorso alle armi. C'erano 11 persone a bordo dell'imbarcazione; eccetto due, tutte le altre dormivano quando i marò italiani aprirono il fuoco contro la barca, sparando con fuoco continuo per circa due minuti; Valentine Jelastine, una delle vittime, era al timone quando venne colpita a morte, mentre Ajeesh Pink, l'altra vittima, era a poppa quando venne ferita mortalmente. Il peschereccio indiano era a 200 metri dalla petroliera ed era in attesa che questa sfilasse via quando fu investito dai colpi sparati dai militari italiani. Per gli inquirenti indiani i colpi sono stati esplosi con l'intenzione di uccidere e sul St. Antony sono stati rinvenuti 16 fori di proiettile.

## La versione del governo italiano

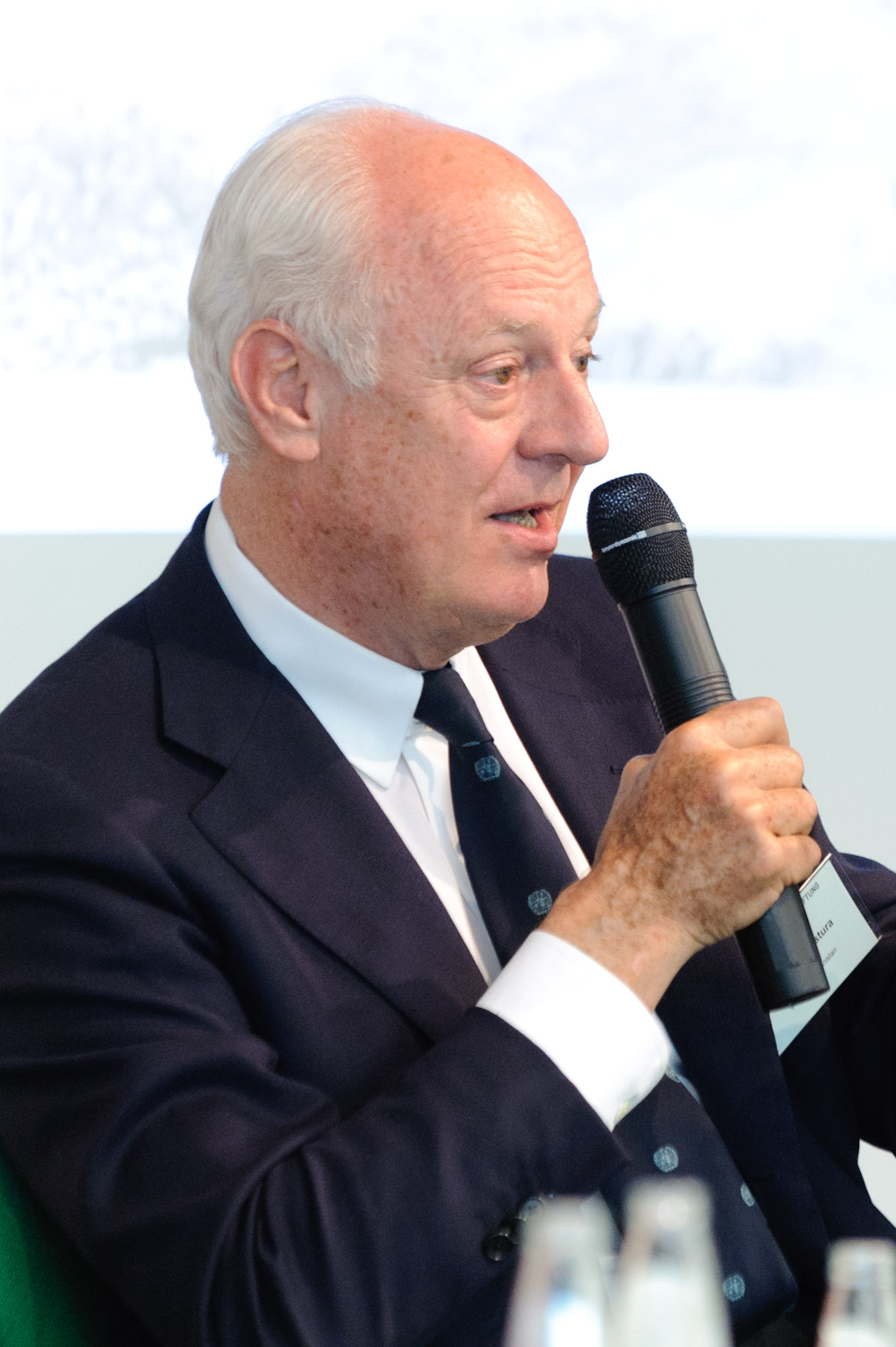
Staffan de Mistura, diplomatico incaricato dal governo italiano per seguire il caso dei marò tra il 2013 e il 2014

Secondo la versione del governo italiano, e secondo il rapporto consegnato dall'equipaggio della petroliera sia alle autorità indiane sia a quelle italiane, poiché entrambi i Paesi hanno aperto un'inchiesta sull'incidente, il 15 febbraio 2012 alle 12:18 UTC+1 (16:48 UTC+5:30) la Enrica Lexie viene avvicinata da un'imbarcazione da pesca con a bordo cinque persone armate con evidenti intenzioni di attacco. I sei militari del battaglione San Marco, a bordo della petroliera italiana come forza di protezione (NMP) contro possibili attacchi pirata, mettono in atto, in accordo con le regole d'ingaggio previste, "graduali azioni dissuasive" contro un "naviglio" sospettato di ospitare pirati, man mano che l'imbarcazione sospetta si avvicina (inclusi i "segnali luminosi" che rappresentano un codice di comunicazione tra navi necessario per identificarsi a distanza in acque ad alto rischio pirateria) fino a sparare in acqua tre serie di colpi d'avvertimento a seguito dei quali il natante cambia rotta.
Secondo la memoria consegnata all'Alta Corte del Kerala dai difensori di Latorre e Girone, il comandante della nave italiana, Umberto Vitelli, mette in atto la procedura antipirateria prevista, prima che i marò stessi prendano posizione e ingaggino i presunti pirati, incrementando la velocità della nave da 13 a 14 nodi e attivando le sirene e le luci di allarme; dopo di che il comandante attiva lo Ship Security Alert System. Il comandante riporta l'incidente sulla Mercury Chart; stila un "rapporto militare" (che è una comunicazione ufficiale inviata da una nave alle autorità del proprio Stato di bandiera e alla Guardia costiera e Marina militare dello Stato costiero) e invia un altro rapporto al Maritime Security Center Horn of Africa nel Regno Unito. Dopo aver respinto l'attacco, la nave riduce la velocità a 13 nodi e continua lungo la rotta prestabilita. Il comandante Umberto Vitelli avverte la società armatrice della nave che provvede a sua volta a informare la magistratura italiana, poiché la Enrica Lexie si sta muovendo in acque internazionali.
Alle 15 UTC+1 (19:30 UTC+5:30) la petroliera, mentre si trova in acque internazionali a 38 miglia nautiche dalla costa indiana, viene contattata via radio dal Marine Rescue and Coordination Centre di Mumbai. Le autorità indiane comunicano alla Enrica Lexie di avere fermato un'imbarcazione coinvolta nell'evento e chiedono, "con un evidente sotterfugio", al comandante della Enrica Lexie di dirigersi verso il porto di Kochi per "contribuire al riconoscimento di alcuni sospetti pirati". Alle ore 15:30 UTC+1 il Comando operativo interforze della Difesa (COI) riceve dai marò a bordo della Lexie la comunicazione che la compagnia armatrice ha deciso di accogliere la richiesta indiana, autorizzando la deviazione di rotta. A seguito di questa comunicazione il comandante della Squadra navale e il COI non avanzano "obiezioni, in ragione di una ravvisata esigenza di cooperazione antipirateria con le autorità indiane, non avendo essi nessun motivo di sospetto". Quindi, il comandante Umberto Vitelli inverte la rotta per venire in contatto con la guardia costiera indiana, da cui la nave viene scortata nella rada di Kochi, nelle acque territoriali indiane, dove attracca il 16 febbraio circa alle ore 17:48 UTC+1. Solo al momento dell'attracco a Kochi il comandante della nave italiana viene informato delle indagini in corso riguardo alla morte di due pescatori indiani a bordo della nave St. Antony, morte che secondo le autorità indiane è stata causata dai colpi di arma da fuoco sparati da bordo della petroliera italiana. In seguito avviene la consegna dei marò alla polizia indiana a causa di "evidenti, chiare, insistenti azioni coercitive indiane".

## L'inchiesta dell'ammiraglio Piroli
Secondo una ricostruzione pubblicata dal quotidiano La Repubblica, dall'11 maggio 2012 il governo italiano sarebbe in possesso di un'"inchiesta sommaria" sull'incidente redatta dall'ammiraglio Alessandro Piroli, all'epoca capo del terzo reparto della Marina e ufficiale più alto in grado fra quelli inviati in India subito dopo l'incidente.
Secondo il rapporto dell'ammiraglio Piroli, quando il peschereccio è a 800 metri dalla Lexie "Latorre e il sergente Girone si adoperano per effettuare segnalazioni luminose sicuramente visibili dall'esterno e mostrano in maniera evidente le armi al di sopra del loro capo. Il comandante della nave Umberto Vitelli attiva l'allarme generale, a cui sono combinati anche i segnali sonori antinebbia (sirene), avvisa via interfono l'equipaggio che si tratta di un attacco pirata". "Latorre e Girone sparano le prime due raffiche di avvertimento in acqua", ma la nave indiana continua ad avvicinarsi aumentando il sospetto che si tratti di pirati. Quando le due imbarcazioni si trovano a 300 metri l'una dall'altra, l'evento decisivo: "Girone identifica otticamente tramite binocolo la presenza di persone armate a bordo del motopesca. In particolare si accorge che almeno due dei membri dell'equipaggio sono dotati di armamento a canna lunga portato a tracolla con una postura evidentemente tesa a effettuare un abbordaggio della nave. Latorre esegue la terza raffica di avvertimento in acqua, costituita da quattro proiettili". Il peschereccio indiano non accenna a cambiare rotta, ma continua ad avvicinarsi puntando al centro della nave. Quando la barca indiana è a 100 metri dalla petroliera italiana, i due marò sparano l'ultima raffica, ancora in mare. Soltanto quando è a circa 50 metri dalla petroliera, il St. Antony cambia rotta e sfila verso il mare aperto.
Sempre secondo il rapporto dell'ammiraglio Piroli, il comandante e proprietario della St. Antony, Freidy, avrebbe dichiarato alla polizia del Kerala "di essersi svegliato a seguito di un suono e di aver scoperto il timoniere (Valentine Jelastine) già deceduto. Nel mentre, transitava una nave, la cui descrizione è coerente con quella della Lexie, che apriva il fuoco contro la sua imbarcazione con il continuous firing da circa 200 metri di distanza provocando la morte di un secondo membro dell'equipaggio, Ajesh (Ajeesh Pink)". L'equipaggio del peschereccio era composto da 11 membri; a eccezione di Valentine Jelastine e Ajeesh Pink tutti dormono dopo una notte di pesca; forse lo stesso timoniere si era assopito. L'unico testimone sarà il proprietario Freidy, svegliato dal suono delle sirene. Secondo questa ricostruzione la barca avanzava senza essere governata, fino ad andare in rotta di collisione con la petroliera italiana. Questa versione sarebbe compatibile con quanto concluso dal rapporto dell'ammiraglio Piroli: "È singolare che, pur avendo diritto di precedenza, una piccola imbarcazione facilmente manovrabile rimanga su rotta di collisione con una petroliera fino a meno di 100 metri, esponendosi a enormi rischi per la navigazione".
Il rapporto dell'ammiraglio Piroli dedica poi un intero paragrafo alle prove balistiche effettuate dalla polizia indiana e che si sono svolte alla presenza di due ufficiali del RIS dei Carabinieri, il maggiore Luca Flebus e il maggiore Paolo Fratini, ammessi solo in qualità di osservatori ed esclusivamente alle prove di sparo. Nel rapporto per "completezza di informazione si sintetizzano i risultati cui sarebbero giunte le autorità indiane": "sono stati analizzati 4 proiettili, 2 rinvenuti sul motopesca e 2 nei corpi delle vittime. È risultato che le munizioni sono del calibro Nato 5,56 mm fabbricate in Italia. Il proiettile tracciante estratto dal corpo di Valentine Jelastine è stato esploso dal fucile con matricola assegnata al sottocapo Andronico. Il proiettile estratto dal corpo di Ajeesh Pink è stato esploso dal fucile con matricola assegnata al sottocapo Voglino".
Secondo le prove balistiche effettuate dalla polizia indiana, quindi, i proiettili sono sicuramente di provenienza italiana, e proverrebbero da fucili d'assalto non appartenenti a Girone e Latorre ma assegnati ad altri due marò dei sei imbarcati sulla petroliera. Ciò non scagionerebbe Latorre e Girone poiché, come risulterebbe da fonti interne alla Marina Militare Italiana, in caso di emergenza i marò non sono tenuti a utilizzare l'arma a loro assegnata ma una qualunque fra quelle a disposizione. Il rapporto dell'ammiraglio Piroli conclude che "Qualora dovessero essere confermati i risultati ottenuti dalle prove indiane o se, a seguito di ulteriore attività forense riconosciuta anche dalla parte italiana, si riscontrasse l'attribuibilità dei colpi ai militari italiani, a quel punto, nelle pertinenti sedi giudiziarie dovrà essere appurato se l'azione di fuoco è stata interamente condotta con la finalità di effettuare tiri di avvertimento in acqua erroneamente o accidentalmente finiti a bordo", oppure se "indirizzare il tiro a bordo del natante" sia stato un fatto intenzionale.
Un'altra questione su cui interviene l'inchiesta dell'ammiraglio Piroli è quella relativa all'esatta identificazione dell'imbarcazione indiana poiché i marò italiani hanno dichiarato alla polizia indiana di non riconoscere il St. Antony come la barca contro cui hanno sparato. Nel capitolo "Comparazione natante sospetto/motopesca St. Antony", che acclude due foto del peschereccio indiano, una con la barca ferma in porto e l'altra scattata da bordo della petroliera italiana mentre l'imbarcazione indiana si allontana, Alessandro Piroli scrive che "È possibile osservare una sostanziale coerenza fra le descrizioni del natante coinvolto nell'evento Lexie e il St. Antony, ovvero tipo dell'imbarcazione, dimensione e colorazione... Il confronto fra le fotografie repertate durante l'evento del 15 febbraio con quelle scattate durante la ricognizione del 26 febbraio mette in evidenza una sostanziale compatibilità fra i mezzi raffigurati".

## Le problematiche della giurisdizione e dell'immunità funzionale

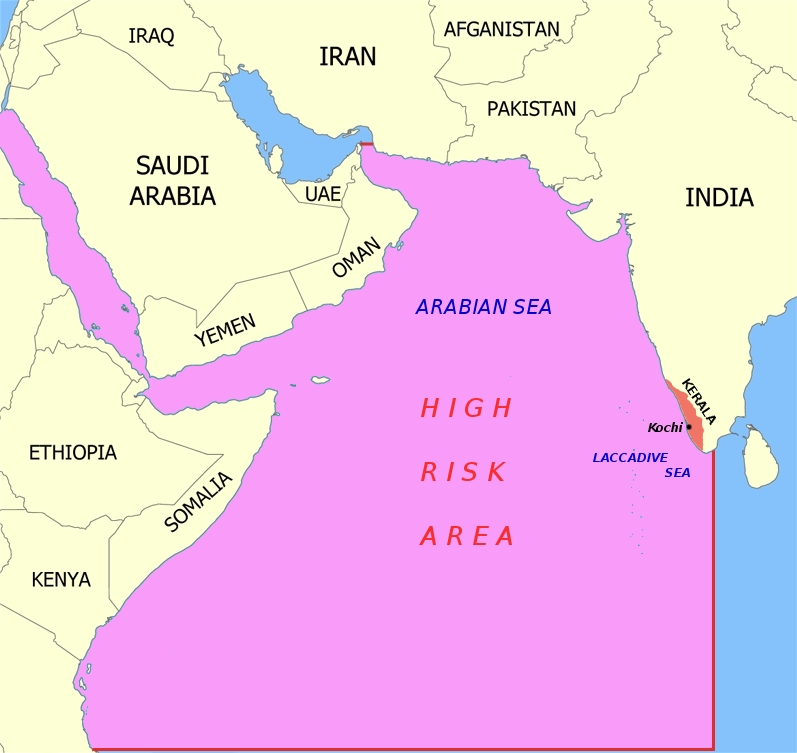
Le zone ad alto rischio pirateria nel Mar Rosso, Golfo di Aden e Mare Arabico secondo la mappa pubblicata dall'United Kingdom Hydrographic Office nel 2011

La difesa dei militari italiani si è basata sulla giurisdizione esclusiva, derivante dal fatto che l'incidente, secondo la versione delle autorità italiane, è avvenuto in acque internazionali su una nave battente bandiera italiana, e sull'immunità funzionale di cui godrebbero i due marò in quanto avrebbero agito in qualità di "organi dello Stato".
La materia oggetto della crisi, a livello internazionale, dev'essere ricondotta alla Convenzione delle Nazioni Unite sul diritto del mare (United Nations Convention on the Law of the Sea - UNCLOS), nota anche come Convenzione di Montego Bay (ratificata sia dall'Italia sia dall'India) adottata dalla International Maritime Organization (IMO) nel 1982 e che riprende le norme delle convenzioni della Prima conferenza sul diritto del mare di Ginevra del 1958. La Convenzione disciplina anche la lotta internazionale alla pirateria attraverso regole che codificano la consuetudine internazionale. Esse vincolano anche gli Stati che non sono parti della Convenzione perché le regole sono dichiarative del diritto consuetudinario, la cui osservanza s'impone a tutti gli Stati membri della comunità internazionale. La pirateria è definita all'art. 101 della Convenzione come "un atto di violenza, sequestro o rapina commesso dall'equipaggio o dai passeggeri di una nave contro un'altra nave in alto mare per fini privati".
I militari italiani erano a bordo della Enrica Lexie, battente bandiera italiana e di proprietà della Dolphin Tanker S.r.l., società della compagnia armatrice Fratelli D'Amato S.p.A. di Napoli, assieme ad altri quattro marò in qualità di forza di protezione di una nave commerciale in acque a rischio di pirateria nell'ambito della cosiddetta Missione Atalanta e in virtù del decreto-legge n. 107 del 12 luglio 2011, convertito nella legge n. 130 del 2 agosto 2011. Decreto che, nell'ambito delle attività finalizzate a dare attuazione alle risoluzioni del Consiglio di Sicurezza delle Nazioni Unite in materia "di contrasto alla pirateria al fine di garantire la libertà di navigazione del naviglio commerciale nazionale", ha previsto all'art. 5 che il Ministro della Difesa "può stipulare con armatori privati italiani... convenzioni per la protezione delle navi battenti bandiera italiana in transito negli spazi marittimi internazionali a rischio di pirateria" e imbarcare, "a richiesta e con oneri a carico degli armatori", "Nuclei militari di protezione (NMP) della Marina, che può avvalersi anche di personale delle altre Forze armate, e del relativo armamento previsto per l'espletamento del servizio".
L'area rientra, infatti, in una delle zone ad alto rischio pirateria, individuata già nel 2011 dall'International Bargaining Forum (IBF), nel tratto che va dalle coste somale verso est sino al meridiano 76 e alla costa occidentale dell'India, e verso sud fino al parallelo 16, e quindi in acque internazionali direttamente confinanti con le acque territoriali indiane.
Secondo quanto previsto dalle norme che autorizzano l'imbarco dei Nuclei militari di protezione (NMP) della Marina sui mercantili privati, l'armatore e il comandante hanno la piena autorità sulla nave civile e sui passeggeri, compresi i militari; hanno perciò la facoltà di agire a loro discrezione per quanto riguarda la navigazione; inoltre al comandante della nave mercantile spettano compiti di polizia secondo quanto previsto dal Codice della navigazione all'art. 1235 n. 2, ma quando la nave è sotto attacco e l'NMP a bordo diventa operativo, il comandante della nave non ha più alcun ruolo di polizia e il comandante del nucleo ha la responsabilità delle operazioni volte al contrasto della pirateria operando secondo le direttive e le regole d'ingaggio diramate dal Ministero della Difesa. L'art. 5 del D.L. n. 107/2011 prevede che, in questa eventualità, al comandante dell'NMP e ai suoi membri siano riconosciute la qualifica e le funzioni, rispettivamente, di ufficiale e di agenti di polizia giudiziaria in relazione ai reati di pirateria.

### La giurisdizione
Per la difesa dei due marò, la giurisdizione sui fatti contestati ai militari italiani appartiene all'Italia poiché gli stessi sono avvenuti in acque internazionali su una nave battente bandiera italiana ed essendovi coinvolti militari italiani facenti parte del nucleo militare di protezione della nave operanti nell'ambito di un'operazione antipirateria raccomandata da norme internazionali; fatti che quindi rientrerebbero nell'ipotesi di "incidente di navigazione" avvenuto in acque internazionali secondo quanto previsto dall'art. 97 della Convenzione di Montego Bay. Questa norma prevede infatti che "in caso di collisione o di qualunque altro incidente di navigazione riguardante una nave nell'alto mare, che implichi la responsabilità penale o disciplinare del comandante della nave o di qualunque altra persona in servizio sulla nave, non possono essere intraprese azioni penali o disciplinari contro tali persone se non da parte delle autorità giurisdizionali o amministrative dello Stato della bandiera oppure dello Stato di cui questa persona ha la nazionalità".
Strettamente legata alla possibilità di invocare la giurisdizione esclusiva italiana è la questione della posizione della nave al momento dell'incidente. Il governo italiano, basandosi sostanzialmente sulle dichiarazioni dei marò, ha sostenuto che la nave italiana si trovava a 33 miglia nautiche dalla costa del Kerala, e quindi in acque internazionali.
Secondo il Times of India, che cita fonti del Dipartimento della Marina mercantile indiana di Mumbai (Directorate General of Shipping & Mercantile Marine Department - MMD Mumbai), i dati relativi alla posizione in mare della petroliera Erica Lexie al momento dell'incidente non sarebbero stati salvati nel Voyage Data Recorder (VDR), la "scatola nera" della nave. Il VDR registra le informazioni relative ai dati di navigazione e le conserva per 12 ore, dopodiché riscrive i dati su quelli già esistenti, ma, secondo quanto riportato dal giornale indiano, il comandante Umberto Vitelli non avrebbe disposto la conservazione dei dati sul registro di bordo (logbook), anche se in caso di "un evento importante a bordo o nelle vicinanze, i dati debbono essere salvati". Inoltre, secondo l'MMD Mumbai, gli investigatori indiani non sono stati in grado di recuperare i dati sulla posizione della petroliera italiana attraverso il Long-range identification and tracking (LRIT - Sistema di identificazione e rilevazione a lungo raggio), perché il server indiano era fuori uso il giorno dell'incidente.
Secondo le conclusioni degli inquirenti indiani presentate all'Alta Corte del Kerala, l'incidente si è verificato entro il limite delle acque nazionali, portando a conferma di ciò i dati recuperati dal GPS della nave e le immagini satellitari raccolte dal Maritime Rescue Center di Mumbai: l'Enrica Lexie si trovava a 20,5 miglia nautiche dalla costa del Kerala, in una posizione esterna alle acque territoriali, ma compresa nella cosiddetta "zona contigua" che, secondo le previsioni del diritto internazionale e del diritto interno indiano, si estende sino a 24 miglia nautiche dalla costa.

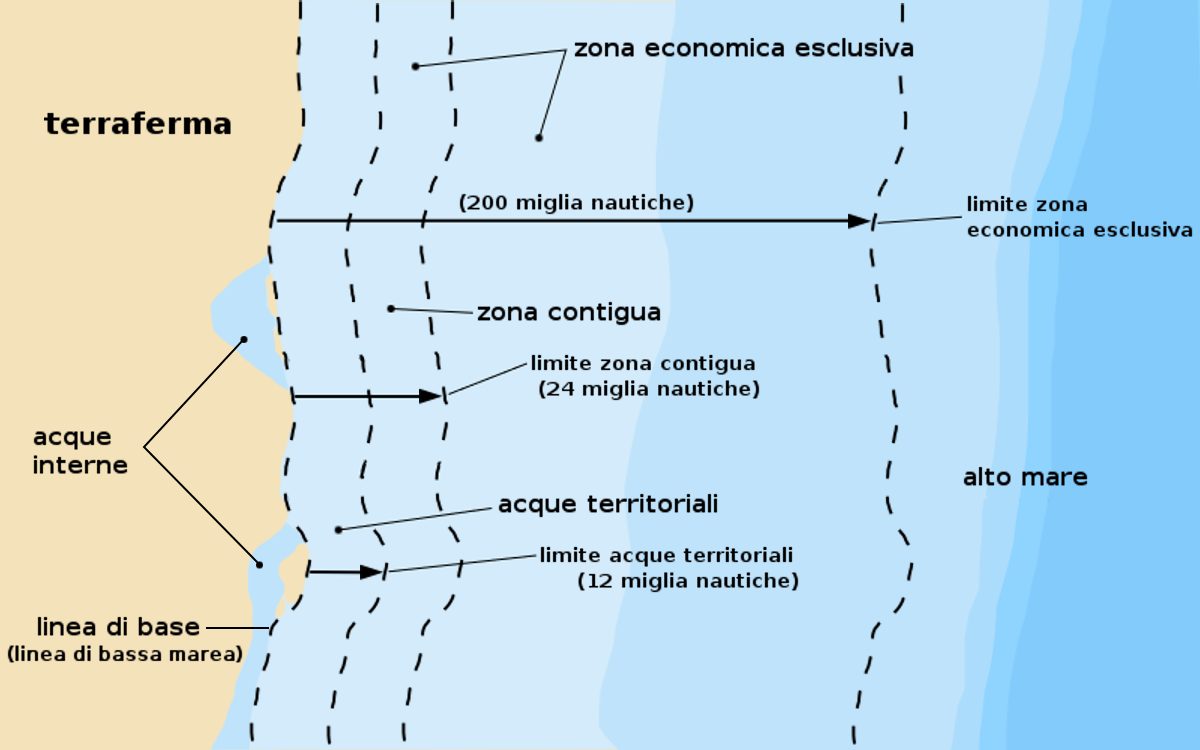
Le zone marine secondo la Convenzione delle Nazioni Unite sulla Legge del Mare

Secondo il diritto marittimo internazionale (Convenzione di Montego Bay - UNCLOS), la "zona contigua" è stata istituita per consentire allo Stato costiero di esercitare il cosiddetto diritto di hot pursuit (inseguimento), ovvero di catturare coloro che fuggano al largo dopo aver commesso dei reati nel mare territoriale. L'art. 33 della UNCLOS stabilisce che in questa zona lo Stato costiero può esercitare la propria giurisdizione al fine di prevenire le violazioni delle proprie norme doganali, fiscali, sanitarie e d'immigrazione entro il suo territorio o mare territoriale o di perseguire le violazioni delle predette norme commesse nel proprio territorio o mare territoriale.
Oltre la "zona contigua", secondo l'UNCLOS, vi è la "zona economica esclusiva", che si estende sino a 200 miglia marine dalla linea di base del mare territoriale e su cui lo Stato costiero è titolare di diritti esclusivi di "sovranità riguardo alle attività finalizzate all'esplorazione, sfruttamento, conservazione e gestione delle risorse naturali presenti nelle acque soprastanti il fondo marino, nel fondo marino e nel suo sottosuolo" (art. 56). In questa zona lo Stato costiero ha il diritto di emanare norme riguardo alle attività previste dalla Convenzione e di adottare ogni misura "incluso l'abbordaggio, l'ispezione, l'arresto e la possibilità di sottoporre a procedimento giudiziario, che siano necessarie per assicurare il rispetto delle leggi e regolamenti emanati in conformità alla Convenzione" (art. 73).
La Corte Suprema indiana, con la decisione del 18 gennaio 2013, pur riconoscendo che la zona dove è avvenuto il fatto sia da ritenere al di fuori delle acque territoriali indiane (ma all'interno della "zona contigua" e della "zona economica esclusiva") e che su tali aree l'India non ha una sovranità esclusiva pari a quella esercitabile sulle acque territoriali, ma solo una serie di diritti collegati a quanto stabilito in proposito dalla Convenzione di Montego Bay e dalle altre norme, ha però respinto le argomentazioni italiane e affermato la sussistenza della giurisdizione indiana sui due marò e sui fatti che sono stati loro addebitati dalle autorità inquirenti negando che la vicenda possa essere considerata un "incidente di navigazione" e stabilendo che le disposizioni della Convenzione di Montego Bay, richiamate dalla difesa dei marò, non sono applicabili a ogni caso in cui sia avvenuto un reato che coinvolga due navi battenti bandiera di due differenti Stati, potendo solo regolamentare i casi di collisione tra imbarcazioni, e ogni altro tipo di "incidente" avvenuto durante la navigazione, nella cui nozione non può rientrare l'esplosione di armi da fuoco da un'imbarcazione verso un'altra e da cui sia derivata la morte di due persone. Pertanto, la Corte Suprema ha concluso che, poiché l'incidente è avvenuto nella "zona contigua", le autorità dello Stato del Kerala sono incompetenti a giudicare e la detenzione dei militari italiani, da parte delle stesse autorità, è illegittima, ma tra i diritti dell'Unione Indiana rientra anche quello di perseguire i presunti responsabili della morte dei due pescatori indiani. A tal fine, la Suprema Corte ha disposto la formazione di una Corte Speciale competente a decidere sulla questione della giurisdizione, nonché sul merito della vicenda.
La Corte Suprema indiana ha anche richiamato l'ultimo precedente dello stesso tipo nella storia degli incidenti di navigazione a livello internazionale, cioè il caso del piroscafo postale Lotus, battente bandiera francese, che nel 1926, in acque internazionali, si scontrò con la carboniera Boz-Kourt, battente bandiera turca. La collisione provocò l'affondamento del battello turco e la morte di quattro persone a bordo dello stesso. Quando la Lotus attraccò nel porto di Costantinopoli, le autorità turche arrestarono il comandante della nave francese condannandolo a una pena detentiva. La questione fu portata dalla Francia davanti alla Corte permanente di giustizia internazionale che giudicò lecito il comportamento delle autorità turche in base al principio che l'atto commesso a bordo del Lotus, ovvero l'errata manovra della nave francese, aveva avuto compimento ed effetto a bordo della nave turca, stabilendo così che entrambi gli stati coinvolti avevano diritto di giurisdizione.
Inoltre la Corte Suprema indiana ha rigettato come irrilevante l'argomentazione della difesa secondo cui il St. Antony, al momento dell'incidente, era registrato a livello locale, a Kolachal nello Stato del Tamil Nadu, ma mancava invece della registrazione ai sensi dell'Indian Merchant Shipping Act e quindi legalmente non batteva bandiera indiana, considerando che le norme indiane negano espressamente l'attribuzione di questa qualità al vascello non registrato a livello federale. Infatti, l'Indian Merchant Shipping Act esclude esplicitamente la sua applicabilità alle imbarcazioni da pesca, mentre l'art. 91 UNCLOS lascia a ogni Stato la piena libertà di stabilire le condizioni di registrazione e di rilascio della possibilità di battere la propria bandiera.

### L'immunità funzionale
Riguardo invece all'immunità funzionale, i marò italiani avrebbero agito in qualità di organi dello Stato italiano e quindi in regime di immunità giurisdizionale di fronte alle autorità giudiziarie di Stati terzi. Per il Governo italiano, infatti, in base alla legge italiana, ai trattati internazionali sottoscritti dall'Italia e in accordo con le risoluzioni dell'ONU che regolano la lotta alla pirateria internazionale, i marò a bordo della Enrica Lexie devono essere considerati personale militare in servizio su territorio italiano, nonostante la petroliera fosse una nave civile, poiché la scorta militare alle navi commerciali è stata autorizzata dal Parlamento e faceva parte di una missione dell'ONU contro la pirateria. Il Ministero degli affari esteri ha perciò invocato "l'esclusiva competenza giurisdizionale della magistratura italiana per un fatto che coinvolge organi dello Stato operanti nel contrasto alla pirateria sotto bandiera italiana e in acque internazionali". Poiché è indubbio che i due fucilieri di marina fossero a bordo della petroliera in veste di organi dello Stato italiano, l'attività loro contestata dovrebbe essere considerata un'attività attribuibile allo Stato per conto di cui è stata posta in essere, e quindi suscettibile di dare luogo alla responsabilità internazionale dello Stato italiano ma non a quella dei marò. L'obbligo per gli Stati di riconoscere l'immunità giurisdizionale alle persone che abbiano agito in qualità di organi di uno Stato discende da una norma di diritto internazionale consuetudinario, quindi vincolante per tutti gli Stati.
Tuttavia, la possibilità di applicare la norma è condizionata non solo dal fatto che i marò rivestissero la qualità di organo dello Stato italiano, ma anche dal fatto che la loro attività rientrasse nel quadro delle funzioni ufficiali che gli erano state conferite. Perciò, mentre la prima condizione è certa, la seconda non è incontrovertibile, poiché tale non è la natura di "pirateria" del temuto attacco che li ha indotti a usare le armi. Infatti, la definizione di pirateria contenuta nella Convenzione di Montego Bay stabilisce come condizione essenziale che "l'attività di violenza che concreta l'azione di pirateria" debba avvenire in "alto mare" (art. 101), e la Convenzione stessa considera alto mare lo spazio marino che si estende oltre la "zona economica esclusiva", zona che ingloba la "zona contigua" (art. 86). Inoltre, sebbene le risoluzioni del Consiglio di sicurezza delle Nazioni Unite in materia abbiano invitato più volte gli Stati a prevedere misure non soltanto in relazione agli atti di pirateria, ma anche a quelli di cosiddetta armed robbery at sea (rapina a mano armata negli spazi marini), la normativa italiana che autorizza la presenza di militari a bordo delle navi private ha omesso ogni riferimento a questa fattispecie di reato lasciando dunque senza copertura normativa la posizione dei militari italiani rispetto ad azioni di violenza in mare non qualificabili come pirateria.
Infine, secondo la legge indiana, ogni reato commesso contro un cittadino indiano su una nave indiana è sotto la giurisdizione indiana anche nel caso in cui i colpevoli siano in acque internazionali. Infatti, l'accusa, che durante il dibattimento ha rappresentato l'Unione Indiana di fronte alla Corte Suprema, ha affermato che per il Governo indiano "nessuna forza armata o guardia privata straniera in servizio su navi mercantili può godere di licenza diplomatica. Né il governo indiano è parte di alcun Status of Forces Agreement (SOFA) per cui forze armate straniere possano godere di immunità dai procedimenti penali". Perciò, per la legge indiana, i due marò potrebbero essere semplicemente considerati come due cittadini stranieri che hanno sparato a due cittadini indiani, azione commessa non a difesa del territorio italiano (cioè in qualità di organi dello Stato a difesa di suolo nazionale quale quello costituito da una nave battente bandiera italiana in acque internazionali), ma a difesa della proprietà privata (cioè in qualità di guardie private ingaggiate per la difesa della petroliera da parte dell'armatore).

## Reazioni internazionali
- 14 marzo 2012 - l'Alto Rappresentante per la politica estera dell'UE, Catherine Ashton, si schiera a supporto dell'Italia nella sua azione diplomatica per giungere "a una soluzione soddisfacente". Secondo alcune fonti, l'intervento europeo non sarebbe stato spontaneo, ma sarebbe avvenuto dietro la precisa richiesta del rappresentante italiano al CPS (Comitato politico e di sicurezza dell'UE). L'intervento di Catherine Ashton tuttavia sembra aggravare la posizione dei marò, poiché, commentando il suo incontro con Mario Monti sulla cooperazione fra Italia e India in materia di pirateria, definisce i marò "guardie di sicurezza armate private". Una definizione che contrasta con la strategia di difesa legale e diplomatica italiana che si basa proprio sul fatto che Latorre e Girone abbiano agito come organi dello Stato italiano. Successivamente Ashton riformula la frase parlando di "distaccamenti di protezione delle navi".[125]
- 13 aprile 2012 - Il G-8 dei ministri finanziari a Washington riafferma, nel suo documento finale, il principio che attribuisce alla bandiera delle navi il diritto di giurisdizione in caso di incidente in acque internazionali.[125]
- 26 settembre 2012 - Nel suo discorso tenuto di fronte all'Assemblea generale delle Nazioni Unite, il Presidente del Consiglio Mario Monti dichiara: «Gli sforzi internazionali per proteggere le rotte marittime e combattere la pirateria possono essere efficaci solo se tutte le nazioni cooperano in buona fede, in accordo con le regole stabilite della legge internazionale consuetudinaria e con le convenzioni ONU, comprese quelle che proteggono la giurisdizione della bandiera di uno Stato in acque internazionali. ( [...] ) Qualsiasi erosione della giurisdizione esclusiva di uno stato mandatario sul proprio personale in servizio ufficiale metterebbe in pericolo lo status dei nostri agenti in missione internazionale. Di conseguenza, minerebbe pure la sostenibilità delle missioni di pace ONU»[151]
- 19 novembre 2012 - Durante il 6.866º incontro presso il Consiglio di sicurezza delle Nazioni Unite, incentrato sul tema della lotta alla pirateria, il rappresentante italiano e quello dell'Unione europea ribadiscono lo stesso concetto espresso il 26 settembre da Monti. Il rappresentante indiano risponde che il caso a cui si riferiscono è da considerarsi sub iudice e che sarà trattato in conformità al diritto internazionale.[152][153]
- 11 febbraio 2014 - L'alto rappresentante UE per gli Esteri e la Difesa, Catherine Ashton, invia una protesta scritta all'India sulla vicenda dei due marò, in particolare sull'imputazione basata sulla legge antiterrorismo.[154] Il segretario generale delle Nazioni Unite, Ban Ki-moon, evita un coinvolgimento diretto affermando che la questione riguarda i rapporti bilaterali tra Italia e India.[155]
- 12 febbraio 2014 - La NATO avvisa l'India che il ricorso alla legge antiterrorismo per giudicare i due marò italiani metterà a rischio gli sforzi internazionali per combattere la pirateria. Il segretario generale della NATO, Anders Fogh Rasmussen, invoca una "soluzione appropriata" per il caso dei due marò, affermando di essere «personalmente molto preoccupato per la situazione dei due marine italiani» e «per la possibilità che possano essere accusati di terrorismo». Inoltre dichiara che «ciò potrebbe avere implicazioni negative sulla lotta internazionale alla pirateria. Una battaglia che è in cima ai nostri interessi».[156] Il Senato, su richiesta dei presidenti delle Commissioni Esteri e Difesa, Pier Ferdinando Casini e Nicola Latorre, come reazione alla presa di distanza di Ban Ki-moon, sospende l'esame del decreto sulle missioni estere "sino a quando non ci sarà una presa di posizione più chiara dell'ONU a favore dell'Italia sulla vicenda dei marò". Il ministro degli Esteri Emma Bonino telefona a Ban Ki-moon per comunicargli la decisione del Senato.[157]
- 13 febbraio 2014 - In una dichiarazione all'ANSA, il portavoce dell'ONU, Martin Nesirky, afferma che «il segretario generale dell'ONU, Ban Ki-moon, è preoccupato per una vicenda da tempo irrisolta che vede coinvolti due importanti Paesi, e teme che possa avere delle ripercussioni sulle operazioni di sicurezza antipirateria e sullo stato di diritto»; rende noto di come «il segretario generale sia preoccupato che la vicenda "acuisca le tensioni" tra due importanti Paesi amici, membri dell'ONU» e come tema che la vicenda possa avere delle ripercussioni «sugli sforzi comuni e sulla collaborazione per la protezione della pace e sicurezza internazionale e per le operazioni antipirateria».[158]
- 20 febbraio 2014 - Laura Boldrini, presidente della Camera dei deputati, comunica di aver scritto al presidente del Parlamento europeo, Martin Schulz, sollecitando un suo intervento sul caso dei due marò.[159]
- 23 febbraio 2014 - Il ministro indiano della difesa dichiara che sulla vicenda giudiziaria dei marò non ci sarà nessun compromesso e che i militari italiani saranno giudicati secondo le leggi indiane senza precisare se si tratta del SUA Act (legge antiterrorismo) o della legislazione ordinaria indiana.[160]
- 24 febbraio 2014 - Presa di posizione del presidente del Parlamento europeo Martin Schulz a favore dell'Italia. Martin Schulz, dopo aver dichiarato di «condividere le preoccupazioni delle autorità italiane sulla lunghezza e i ritardi del caso», lancia «un appello alle autorità indiane affinché rispettino pienamente e prontamente il diritto internazionale e specialmente la Convenzione ONU sul diritto del mare» affermando che «le relazioni tra l'Unione Europea e l'India devono essere basate sulla fiducia reciproca e sul rispetto dello stato di diritto».[161]
- 26 febbraio 2014 - Il presidente del Consiglio italiano, Matteo Renzi, telefona al segretario generale dell'ONU, Ban Ki-moon, confermando «l'aspettativa che le Nazioni Unite possano contribuire a una soluzione» della vicenda dei militari italiani detenuti in India. Il segretario generale dell'ONU «assicura il massimo impegno delle Nazioni Unite».[162] Lo stesso giorno, il ministro della Difesa italiano, Roberta Pinotti, solleva la questione nella riunione ministeriale della Nato, al quartier generale dell'Alleanza a Bruxelles, affermando poi di aver «raccolto la solidarietà dei Paesi partecipanti» ai quali ha sottolineato come la vicenda non possa essere ridotta a un mero contenzioso bilaterale italo-indiano.[163]
- 3 marzo 2014 - L'Alto commissario dell'ONU per i diritti umani, Navi Pillay, dopo un incontro col sottosegretario agli Affari Esteri italiano, Benedetto Della Vedova, dichiara che «I marò italiani sono detenuti da troppo tempo. C'è preoccupazione sul rispetto dei diritti umani».[164]
- 6 gennaio 2015 - Il portavoce ONU Stephane Dujarric dichiara all'ANSA che il segretario Generale delle Nazioni Unite, Ban Ki-moon, è «preoccupato che la vicenda tra Italia e India rimanga irrisolta e acuisca le tensioni tra due importanti Stati membri» e ribadisce l'invito affinché i due governi trovino «una soluzione ragionevole e reciprocamente accettabile» temendo che la controversia possa avere conseguenze sugli sforzi comuni e la collaborazione per la pace e la sicurezza internazionale, comprese le operazioni antipirateria.[165]
- 15 gennaio 2015 - Il Parlamento europeo approva per alzata di mano una risoluzione in cui si auspica una soluzione della controversia fra Italia e India, si esprime preoccupazione per la detenzione dei due marò senza che ci sia stata formale messa in stato di accusa e se ne chiede il rimpatrio considerando che il lungo ritardo e le restrizioni imposte alla loro libertà di movimento sono inaccettabili e costituiscono "una grave violazione dei loro diritti umani". Nella risoluzione si sostiene la posizione assunta dall'Italia nella controversia e si spera che "la competenza giurisdizionale sia attribuita alle autorità italiane e/o a un arbitraggio internazionale".[166]
- 16 gennaio 2015 - Syed Akbaruddin, portavoce del ministro degli esteri indiano, in un comunicato afferma che: «Il caso che coinvolge i due marine italiani che hanno ucciso due pescatori indiani è all'esame della giustizia ed è oggetto di discussione fra India e Italia. L'onorabile Corte Suprema dell'India, nella sua ordinanza del 14 gennaio 2015, ha concesso tre mesi di estensione al marine italiano Massimiliano Latorre per la sua permanenza in Italia per motivi di salute, mentre l'altro marine, Salvatore Girone, vive nell'ambasciata italiana a Nuova Delhi. In queste circostanze sarebbe stato consigliabile che il Parlamento europeo non avesse approvato la risoluzione».[167][168]

## Riferimenti normativi italiani
- Articolo 5 del decreto-legge n. 107 del 12 luglio 2011 "Proroga delle missioni internazionali delle forze armate e di polizia e disposizioni per l'attuazione delle Risoluzioni 1970 (2011) e 1973 (2011) adottate dal Consiglio di Sicurezza delle Nazioni Unite, nonché degli interventi di cooperazione allo sviluppo e a sostegno dei processi di pace e di stabilizzazione. Misure urgenti antipirateria. (11G0148)" pubblicato nella Gazzetta Ufficiale della Repubblica Italiana n. 160 del 12 luglio 2011 ed entrato in vigore il 12 luglio 2011[169];
- Legge 2 agosto 2011, n. 130: "Conversione in legge, con modificazioni, del decreto legge n. 107 del 12 luglio 2011, recante proroga degli interventi di cooperazione allo sviluppo e a sostegno dei processi di pace e di stabilizzazione, nonché delle missioni internazionali delle forze armate e di polizia e disposizioni per l'attuazione delle Risoluzioni 1970 (2011) e 1973 (2011) adottate dal Consiglio di Sicurezza delle Nazioni Unite. Misure urgenti antipirateria. (11G0179)", pubblicata nella Gazzetta Ufficiale della Repubblica Italiana n. 181 del 5 agosto 2011 ed entrata in vigore il 6 agosto 2011[170];
- Decreto del 1º settembre 2011 "Individuazione degli spazi marittimi internazionali a rischio di pirateria nell'ambito dei quali può essere previsto l'imbarco dei Nuclei militari di protezione (NMP)", pubblicata nella Gazzetta Ufficiale della Repubblica Italiana n. 212 del 12 settembre 2011 ed entrata in vigore il 27 settembre 2011[171];
- Decreto ministeriale del 28 dicembre 2012, n. 266, Regolamento recante l'impiego di guardie giurate a bordo delle navi mercantili battenti bandiera italiana, che transitano in acque internazionali a rischio pirateria.[172]
- Decreto dirigenziale del Comando generale del Corpo delle capitanerie di porto n. 349/2013 del 3 aprile 2013 "Decreto di disciplina delle procedure tecnico-amministrative afferenti alla materia della sicurezza della navigazione (safety) e la sicurezza marittima (maritime security) in relazione alle misure urgenti antipirateria".[173]
- Circolare del Ministero dell'interno, Dipartimento della pubblica sicurezza del 19 ottobre 2013. La circolare norma l'utilizzo di guardie giurate a bordo delle navi mercantili battenti bandiera italiana.[174]

## Definizione del caso di fronte al tribunale arbitrale
Il 2 luglio 2020, il tribunale arbitrale costituito presso il Tribunale internazionale del diritto del mare (ITLOS) di Amburgo pubblica il dispositivo della sentenza.
Il tribunale arbitrale, respingendo le richieste italiane, stabilisce all'unanimità che, nell'indurre l'Enrica Lexie a cambiare il corso della propria navigazione e a tornare indietro, scortandola poi nel porto di Kochi, l'India non violò l'articolo 87, comma 1, lettera a) (libertà di navigazione nell'alto mare) della Convenzione delle Nazioni Unite sul diritto del mare, né l'India violò l'articolo 92, comma 1 (giurisdizione esclusiva dello stato di bandiera durante la navigazione nell'alto mare). Inoltre, sempre all'unanimità, stabilisce che l'India non violò l'articolo 97 (giurisdizione penale in materia di collisione o altro incidente di navigazione nell'alto mare) istituendo un procedimento penale contro i marò e ordinando il sequestro dell'Enrica Lexie mentre indagava sull'equipaggio, poiché l'articolo 97 non è applicabile nel caso in questione, il quale, quindi, non può considerarsi come "incidente di navigazione" e, pertanto, non esiste in tal caso la giurisdizione esclusiva rivendicata dall'Italia.
Il tribunale decide a maggioranza (con il voto a favore del presidente Golicyn e degli arbitri Paik e Francioni e quello contrario degli arbitri Robinson e Pemmaraju Sreenivasa Rao) che i marò hanno diritto all'immunità funzionale in relazione agli atti che commisero durante l'incidente del 15 febbraio 2012, in quanto organi dello Stato italiano che esercitavano funzioni ufficiali e che, pertanto, all'India è vietato esercitare la sua giurisdizione penale su di essi. Con lo stesso voto a maggioranza e in merito alla richiesta dell'Italia che l'India cessasse di esercitare qualsiasi forma di giurisdizione penale nei confronti dei marò e che pagasse un risarcimento per il danno morale da essi subito e il danno materiale subito a seguito del sequestro dell'Enrica Lexie, decide che l'India deve interrompere l'esercizio della propria giurisdizione penale sui marò, anche in considerazione dell'impegno assunto dall'Italia durante il procedimento di riprendere le indagini penali sugli eventi del 15 febbraio 2012, ma che non deve nessuna compensazione a favore dell'Italia.
Infine, il tribunale decide all'unanimità che, interferendo con la navigazione del peschereccio St. Antony, l'Italia ha agito in violazione dell'articolo 87, comma 1, lettera a) dell'UNCLOS (libertà di navigazione nell'alto mare) e che, pertanto, l'India ha il diritto di ottenere un risarcimento in relazione alla perdita di vite umane e ai danni fisici, materiali e morali subiti dall'armatore e comandante del St. Antony e dagli altri membri dell'equipaggio; compreso il danno derivante dal perimento del peschereccio, la cui perdita non può essere sanata attraverso la restituzione. L'importo dell'indennizzo sarà deciso tramite accordo delle parti o, su richiesta di una o entrambe le parti, dallo stesso tribunale arbitrale.

## Esecuzione del lodo arbitrale e chiusura del caso
In seguito all'esito del giudizio arbitrale, la Corte Suprema indiana il 15 giugno 2021 ha accettato formalmente l'offerta risarcitoria dell'Italia di 1,1 milioni di euro (pari a 100 milioni di rupie), versati dallo Stato italiano su un conto del ministero degli esteri indiano e poi da questi trasferiti sul conto della Corte Suprema. La Corte Suprema, dopo aver preso atto dell'accettazione della decisione del tribunale arbitrale da parte dell'Unione indiana, dello Stato del Kerala, degli eredi dei pescatori uccisi e del proprietario del battello danneggiato nell'incidente, ritenuta la somma versata una compensazione ragionevole, così come la proposta dal governo del Kerala di assegnare complessivamente 8/10 del risarcimento agli eredi dei due pescatori e i restanti 2/10 al proprietario del St. Antony, dispone il trasferimento del risarcimento sul conto dell'Alta Corte del Kerala, che si occuperà di rimborsare/amministrare le somme nell'interesse degli aventi diritto. Contestualmente l'alta Corte ha disposto l'annullamento di tutte le accuse a carico dei due marò italiani, estinguendo il procedimento penale a loro carico.